# Lijst van vissen L-M
Deze lijst van vissen L-M bevat alle vissen beginnende met de letters L en M zoals opgenomen in FishBase. De lijst is gebaseerd op de wetenschappelijke naam van de vissoort. Voor de overige namen zie: Lijst van alle vissen.
1. Labeo alluaudi
2. Labeo alticentralis
3. Labeo altivelis
4. Labeo angra
5. Labeo annectens
6. Labeo ansorgii
7. Labeo ariza
8. Labeo baldasseronii
9. Labeo barbatulus
10. Labeo barbatus
11. Labeo bata
12. Labeo batesii
13. Labeo boga
14. Labeo boggut
15. Labeo bottegi
16. Labeo boulengeri
17. Labeo brachypoma
18. Labeo brunellii
19. Labeo caeruleus
20. Labeo calbasu
21. Labeo capensis
22. Labeo carnigliae
23. Labeo chrysophekadion
24. Labeo congoro
25. Labeo coubie
26. Labeo curchius
27. Labeo curriei
28. Labeo cyclopinnis
29. Labeo cyclorhynchus
30. Labeo cylindricus
31. Labeo degeni
32. Labeo dhonti
33. Labeo dussumieri
34. Labeo dyocheilus
35. Labeo erythropterus
36. Labeo falcipinnis
37. Labeo fimbriatus
38. Labeo fisheri
39. Labeo forskalii
40. Labeo fuelleborni
41. Labeo fulakariensis
42. Labeo gedrosicus
43. Labeo gonius
44. Labeo greenii
45. Labeo gregorii
46. Labeo horie
47. Labeo indramontri
48. Labeo kawrus
49. Labeo kibimbi
50. Labeo kirkii
51. Labeo kontius
52. Labeo lineatus
53. Labeo longipinnis
54. Labeo lualabaensis
55. Labeo lukulae
56. Labeo luluae
57. Labeo lunatus
58. Labeo macmahoni
59. Labeo macrostoma
60. Labeo maleboensis
61. Labeo meroensis
62. Labeo mesops
63. Labeo microphthalmus
64. Labeo mokotoensis
65. Labeo molybdinus
66. Labeo moszkowskii
67. Labeo nandina
68. Labeo nasus
69. Labeo nigricans
70. Labeo nigripinnis
71. Labeo niloticus
72. Labeo nunensis
73. Labeo pangusia
74. Labeo parvus
75. Labeo pellegrini
76. Labeo percivali
77. Labeo pierrei
78. Labeo pietschmanni
79. Labeo polli
80. Labeo porcellus
81. Labeo potail
82. Labeo quadribarbis
83. Labeo rajasthanicus
84. Labeo rectipinnis
85. Labeo reidi
86. Labeo rohita
87. Labeo rosae
88. Labeo roseopunctatus
89. Labeo rouaneti
90. Labeo rubromaculatus
91. Labeo ruddi
92. Labeo sanagaensis
93. Labeo seeberi
94. Labeo senegalensis
95. Labeo simpsoni
96. Labeo sorex
97. Labeo stolizkae
98. Labeo tongaensis
99. Labeo trigliceps
100. Labeo udaipurensis
101. Labeo umbratus
102. Labeo victorianus
103. Labeo weeksii
104. Labeo werneri
105. Labeo worthingtoni
106. Labeo yunnanensis
107. Labeobarbus acutirostris
108. Labeobarbus aeneus
109. Labeobarbus brevicauda
110. Labeobarbus brevicephalus
111. Labeobarbus capensis
112. Labeobarbus codringtonii
113. Labeobarbus crassibarbis
114. Labeobarbus dainellii
115. Labeobarbus gorgorensis
116. Labeobarbus gorguari
117. Labeobarbus intermedius australis
118. Labeobarbus intermedius intermedius
119. Labeobarbus johnstonii
120. Labeobarbus kimberleyensis
121. Labeobarbus litamba
122. Labeobarbus longissimus
123. Labeobarbus macrophtalmus
124. Labeobarbus marequensis
125. Labeobarbus megastoma
126. Labeobarbus natalensis
127. Labeobarbus nedgia
128. Labeobarbus nthuwa
129. Labeobarbus platydorsus
130. Labeobarbus polylepis
131. Labeobarbus surkis
132. Labeobarbus truttiformis
133. Labeobarbus tsanensis
134. Labeotropheus fuelleborni
135. Labeotropheus trewavasae
136. Labichthys carinatus
137. Labichthys yanoi
138. Labidesthes sicculus
139. Labidochromis caeruleus
140. Labidochromis chisumulae
141. Labidochromis flavigulis
142. Labidochromis freibergi
143. Labidochromis gigas
144. Labidochromis heterodon
145. Labidochromis ianthinus
146. Labidochromis lividus
147. Labidochromis maculicauda
148. Labidochromis mathotho
149. Labidochromis mbenjii
150. Labidochromis mylodon
151. Labidochromis pallidus
152. Labidochromis shiranus
153. Labidochromis strigatus
154. Labidochromis textilis
155. Labidochromis vellicans
156. Labidochromis zebroides
157. Labiobarbus fasciatus
158. Labiobarbus festivus
159. Labiobarbus lamellifer
160. Labiobarbus leptocheila
161. Labiobarbus lineatus
162. Labiobarbus ocellatus
163. Labiobarbus sabanus
164. Labiobarbus siamensis
165. Labracinus atrofasciatus
166. Labracinus cyclophthalmus
167. Labracinus lineatus
168. Labracinus melanotaenia
169. Labracoglossa argenteiventris
170. Labracoglossa nitida
171. Labrichthys unilineatus
172. Labrisomus albigenys
173. Labrisomus bucciferus
174. Labrisomus cricota
175. Labrisomus dendriticus
176. Labrisomus fernandezianus
177. Labrisomus filamentosus
178. Labrisomus gobio
179. Labrisomus guppyi
180. Labrisomus haitiensis
181. Labrisomus jenkinsi
182. Labrisomus kalisherae
183. Labrisomus multiporosus
184. Labrisomus nigricinctus
185. Labrisomus nuchipinnis
186. Labrisomus philippii
187. Labrisomus pomaspilus
188. Labrisomus socorroensis
189. Labrisomus striatus
190. Labrisomus wigginsi
191. Labrisomus xanti
192. Labroides bicolor
193. Labroides dimidiatus
194. Labroides pectoralis
195. Labroides phthirophagus
196. Labroides rubrolabiatus
197. Labropsis alleni
198. Labropsis australis
199. Labropsis manabei
200. Labropsis micronesica
201. Labropsis polynesica
202. Labropsis xanthonota
203. Labrus bergylta
204. Labrus merula
205. Labrus mixtus
206. Labrus viridis
207. Lacantunia enigmatica
208. Lachneratus phasmaticus
209. Lachnolaimus maximus
210. Lactarius lactarius
211. Lactophrys bicaudalis
212. Lactophrys trigonus
213. Lactophrys triqueter
214. Lactoria cornuta
215. Lactoria diaphana
216. Lactoria fornasini
217. Lactoria paschae
218. Lacustricola pumilus
219. Ladigesia roloffi
220. Ladigesocypris ghigii
221. Ladigesocypris mermere
222. Ladislavia taczanowskii
223. Laemolyta fasciata
224. Laemolyta fernandezi
225. Laemolyta garmani
226. Laemolyta macra
227. Laemolyta nitens
228. Laemolyta orinocensis
229. Laemolyta petiti
230. Laemolyta proxima
231. Laemolyta taeniata
232. Laemolyta varia
233. Laemonema barbatulum
234. Laemonema compressicauda
235. Laemonema filodorsale
236. Laemonema goodebeanorum
237. Laemonema gracillipes
238. Laemonema laureysi
239. Laemonema longipes
240. Laemonema macronema
241. Laemonema melanurum
242. Laemonema modestum
243. Laemonema nana
244. Laemonema palauense
245. Laemonema rhodochir
246. Laemonema robustum
247. Laemonema verecundum
248. Laemonema yarrellii
249. Laemonema yuvto
250. Laeops clarus
251. Laeops cypho
252. Laeops gracilis
253. Laeops guentheri
254. Laeops kitaharae
255. Laeops macrophthalmus
256. Laeops natalensis
257. Laeops nigrescens
258. Laeops nigromaculatus
259. Laeops parviceps
260. Laeops pectoralis
261. Laeops tungkongensis
262. Laetacara curviceps
263. Laetacara dorsigera
264. Laetacara flavilabris
265. Laetacara fulvipinnis
266. Laetacara thayeri
267. Laeviscutella dekimpei
268. Lagocephalus gloveri
269. Lagocephalus guentheri
270. Lagocephalus inermis
271. Lagocephalus laevigatus
272. Lagocephalus lagocephalus lagocephalus
273. Lagocephalus lagocephalus oceanicus
274. Lagocephalus lunaris
275. Lagocephalus sceleratus
276. Lagocephalus spadiceus
277. Lagocephalus suezensis
278. Lagocephalus wheeleri
279. Lagodon rhomboides
280. Lagowskiella dementjevi
281. Lagowskiella poljakowi
282. Lagusia micracanthus
283. Laides hexanema
284. Laides longibarbis
285. Laiphognathus longispinis
286. Laiphognathus multimaculatus
287. Lalmohania velutina
288. Lamiopsis temminckii
289. Lamna ditropis
290. Lamna nasus
291. Lamnostoma kampeni
292. Lamnostoma mindora
293. Lamnostoma orientalis
294. Lamnostoma polyophthalma
295. Lamnostoma taylori
296. Lamontichthys filamentosus
297. Lamontichthys llanero
298. Lamontichthys maracaibero
299. Lamontichthys stibaros
300. Lampadena anomala
301. Lampadena chavesi
302. Lampadena dea
303. Lampadena luminosa
304. Lampadena notialis
305. Lampadena pontifex
306. Lampadena speculigera
307. Lampadena urophaos atlantica
308. Lampadena urophaos urophaos
309. Lampadena yaquinae
310. Lampanyctodes hectoris
311. Lampanyctus acanthurus
312. Lampanyctus alatus
313. Lampanyctus australis
314. Lampanyctus crocodilus
315. Lampanyctus festivus
316. Lampanyctus hubbsi
317. Lampanyctus intricarius
318. Lampanyctus iselinoides
319. Lampanyctus jordani
320. Lampanyctus lepidolychnus
321. Lampanyctus macdonaldi
322. Lampanyctus macropterus
323. Lampanyctus nobilis
324. Lampanyctus omostigma
325. Lampanyctus parvicauda
326. Lampanyctus photonotus
327. Lampanyctus pusillus
328. Lampanyctus simulator
329. Lampanyctus steinbecki
330. Lampanyctus tenuiformis
331. Lampanyctus turneri
332. Lampanyctus vadulus
333. Lampetra aepyptera
334. Lampetra alaskensis
335. Lampetra appendix
336. Lampetra ayresii
337. Lampetra camtschatica
338. Lampetra fluviatilis
339. Lampetra folletti
340. Lampetra geminis
341. Lampetra lamottei
342. Lampetra lethophaga
343. Lampetra macrostoma
344. Lampetra minima
345. Lampetra morii
346. Lampetra pacifica
347. Lampetra planeri
348. Lampetra reissneri
349. Lampetra richardsoni
350. Lampetra similis
351. Lampetra spadicea
352. Lampetra tridentata
353. Lampichthys procerus
354. Lampiella gibbosa
355. Lamprichthys tanganicanus
356. Lampris guttatus
357. Lampris immaculatus
358. Lamprogrammus brunswigi
359. Lamprogrammus exutus
360. Lamprogrammus fragilis
361. Lamprogrammus niger
362. Lamprogrammus shcherbachevi
363. Lamprologus callipterus
364. Lamprologus congoensis
365. Lamprologus finalimus
366. Lamprologus kungweensis
367. Lamprologus laparogramma
368. Lamprologus lemairii
369. Lamprologus lethops
370. Lamprologus meleagris
371. Lamprologus mocquardi
372. Lamprologus ocellatus
373. Lamprologus ornatipinnis
374. Lamprologus signatus
375. Lamprologus speciosus
376. Lamprologus stappersi
377. Lamprologus symoensi
378. Lamprologus teugelsi
379. Lamprologus tigripictilis
380. Lamprologus tumbanus
381. Lamprologus werneri
382. Landonia latidens
383. Laocypris hispida
384. Lapitaichthys frickei
385. Lappanella fasciata
386. Lappanella guineensis
387. Larabicus quadrilineatus
388. Larimichthys crocea
389. Larimichthys pamoides
390. Larimichthys polyactis
391. Larimus acclivis
392. Larimus argenteus
393. Larimus breviceps
394. Larimus effulgens
395. Larimus fasciatus
396. Larimus pacificus
397. Larsonella pumila
398. Lasiancistrus caquetae
399. Lasiancistrus castelnaui
400. Lasiancistrus caucanus
401. Lasiancistrus guacharote
402. Lasiancistrus guapore
403. Lasiancistrus heteracanthus
404. Lasiancistrus maracaiboensis
405. Lasiancistrus mayoloi
406. Lasiancistrus multispinis
407. Lasiancistrus mystacinus
408. Lasiancistrus nationi
409. Lasiancistrus planiceps
410. Lasiancistrus saetiger
411. Lasiancistrus schomburgkii
412. Lasiancistrus scolymus
413. Lasiancistrus tentaculatus
414. Lasiancistrus volcanensis
415. Lasiognathus amphirhamphus
416. Lasiognathus beebei
417. Lasiognathus intermedius
418. Lasiognathus saccostoma
419. Lasiognathus waltoni
420. Lateolabrax japonicus
421. Lateolabrax latus
422. Lates angustifrons
423. Lates calcarifer
424. Lates japonicus
425. Lates longispinis
426. Lates macrophthalmus
427. Lates mariae
428. Lates microlepis
429. Lates niloticus
430. Lates stappersii
431. Latimeria chalumnae
432. Latimeria menadoensis
433. Latridopsis ciliaris
434. Latridopsis forsteri
435. Latris hecateia
436. Latris lineata
437. Laubuca insularis
438. Laubuca ruhuna
439. Laubuca varuna
440. Lavinia exilicauda
441. Lebetus guilleti
442. Lebetus scorpioides
443. Lebias persicus
444. Lebias splendens
445. Lebias stiassnyae
446. Lebias transgrediens
447. Lebiasina bimaculata
448. Lebiasina chucuriensis
449. Lebiasina floridablancaensis
450. Lebiasina intermedia
451. Lebiasina multimaculata
452. Lebiasina narinensis
453. Lebiasina provenzanoi
454. Lebiasina uruyensis
455. Lebiasina yuruaniensis
456. Lecanogaster chrysea
457. Lefua costata
458. Lefua echigonia
459. Lefua nikkonis
460. Lefua pleskei
461. Leiarius arekaima
462. Leiarius longibarbis
463. Leiarius marmoratus
464. Leiarius pictus
465. Leiocassis aculeatus
466. Leiocassis collinus
467. Leiocassis crassilabris
468. Leiocassis doriae
469. Leiocassis herzensteini
470. Leiocassis hosii
471. Leiocassis longibarbus
472. Leiocassis longirostris
473. Leiocassis macropterus
474. Leiocassis micropogon
475. Leiocassis poecilopterus
476. Leiocassis saravacensis
477. Leiocassis tenebricus
478. Leiocassis tenuifurcatus
479. Leiocottus hirundo
480. Leiognathus aureus
481. Leiognathus berbis
482. Leiognathus brevirostris
483. Leiognathus daura
484. Leiognathus dussumieri
485. Leiognathus equulus
486. Leiognathus fasciatus
487. Leiognathus hataii
488. Leiognathus lineolatus
489. Leiognathus longispinis
490. Leiognathus oblongus
491. Leiognathus panayensis
492. Leiognathus parviceps
493. Leiognathus striatus
494. Leiopotherapon aheneus
495. Leiopotherapon macrolepis
496. Leiopotherapon plumbeus
497. Leiopotherapon unicolor
498. Leiostomus xanthurus
499. Leiuranus semicinctus
500. Lentipes adelphizonus
501. Lentipes armatus
502. Lentipes concolor
503. Lentipes crittersius
504. Lentipes dimetrodon
505. Lentipes kaaea
506. Lentipes mindanaoensis
507. Lentipes multiradiatus
508. Lentipes rubrofasciatus
509. Lentipes venustus
510. Lentipes watsoni
511. Lentipes whittenorum
512. Leocottus kesslerii
513. Lepadichthys bolini
514. Lepadichthys caritus
515. Lepadichthys coccinotaenia
516. Lepadichthys ctenion
517. Lepadichthys erythraeus
518. Lepadichthys frenatus
519. Lepadichthys lineatus
520. Lepadichthys minor
521. Lepadichthys sandaracatus
522. Lepadichthys springeri
523. Lepadicyathus mendeleevi
524. Lepadogaster candolii
525. Lepadogaster lepadogaster
526. Lepadogaster purpurea
527. Lepadogaster zebrina
528. Lepidammodytes macrophthalmus
529. Lepidarchus adonis
530. Lepidiolamprologus attenuatus
531. Lepidiolamprologus cunningtoni
532. Lepidiolamprologus elongatus
533. Lepidiolamprologus kendalli
534. Lepidiolamprologus mimicus
535. Lepidiolamprologus nkambae
536. Lepidiolamprologus profundicola
537. Lepidion capensis
538. Lepidion ensiferus
539. Lepidion eques
540. Lepidion guentheri
541. Lepidion inosimae
542. Lepidion lepidion
543. Lepidion microcephalus
544. Lepidion natalensis
545. Lepidion schmidti
546. Lepidobero sinensis
547. Lepidoblennius haplodactylus
548. Lepidoblennius marmoratus
549. Lepidoblepharon ophthalmolepis
550. Lepidocephalichthys annandalei
551. Lepidocephalichthys arunachalensis
552. Lepidocephalichthys berdmorei
553. Lepidocephalichthys birmanicus
554. Lepidocephalichthys furcatus
555. Lepidocephalichthys guntea
556. Lepidocephalichthys hasselti
557. Lepidocephalichthys irrorata
558. Lepidocephalichthys jonklaasi
559. Lepidocephalichthys lorentzi
560. Lepidocephalichthys manipurensis
561. Lepidocephalichthys menoni
562. Lepidocephalichthys micropogon
563. Lepidocephalichthys sandakanensis
564. Lepidocephalichthys tomaculum
565. Lepidocephalus coromandelensis
566. Lepidocephalus macrochir
567. Lepidocephalus spectrum
568. Lepidocephalus thermalis
569. Lepidocybium flavobrunneum
570. Lepidogalaxias salamandroides
571. Lepidogobius lepidus
572. Lepidomeda albivallis
573. Lepidomeda altivelis
574. Lepidomeda mollispinis
575. Lepidomeda vittata
576. Lepidonectes bimaculata
577. Lepidonectes clarkhubbsi
578. Lepidonectes corallicola
579. Lepidonotothen larseni
580. Lepidonotothen mizops
581. Lepidonotothen nudifrons
582. Lepidonotothen squamifrons
583. Lepidoperca aurantia
584. Lepidoperca brochata
585. Lepidoperca coatsii
586. Lepidoperca filamenta
587. Lepidoperca inornata
588. Lepidoperca magna
589. Lepidoperca occidentalis
590. Lepidoperca pulchella
591. Lepidoperca tasmanica
592. Lepidophanes gaussi
593. Lepidophanes guentheri
594. Lepidopsetta bilineata
595. Lepidopsetta mochigarei
596. Lepidopsetta polyxystra
597. Lepidopus altifrons
598. Lepidopus calcar
599. Lepidopus caudatus
600. Lepidopus dubius
601. Lepidopus fitchi
602. Lepidopus manis
603. Lepidopygopsis typus
604. Lepidorhombus boscii
605. Lepidorhombus whiffiagonis
606. Lepidorhynchus denticulatus
607. Lepidosiren paradoxa
608. Lepidotrigla abyssalis
609. Lepidotrigla alata
610. Lepidotrigla alcocki
611. Lepidotrigla annamarae
612. Lepidotrigla argus
613. Lepidotrigla argyrosoma
614. Lepidotrigla bentuviai
615. Lepidotrigla bispinosa
616. Lepidotrigla brachyoptera
617. Lepidotrigla cadmani
618. Lepidotrigla calodactyla
619. Lepidotrigla carolae
620. Lepidotrigla cavillone
621. Lepidotrigla deasoni
622. Lepidotrigla dieuzeidei
623. Lepidotrigla eydouxii
624. Lepidotrigla faurei
625. Lepidotrigla grandis
626. Lepidotrigla guentheri
627. Lepidotrigla hime
628. Lepidotrigla japonica
629. Lepidotrigla jimjoebob
630. Lepidotrigla kanagashira
631. Lepidotrigla kishinouyi
632. Lepidotrigla larsoni
633. Lepidotrigla lepidojugulata
634. Lepidotrigla longifaciata
635. Lepidotrigla longimana
636. Lepidotrigla longipinnis
637. Lepidotrigla macrobrachia
638. Lepidotrigla marisinensis
639. Lepidotrigla microptera
640. Lepidotrigla modesta
641. Lepidotrigla mulhalli
642. Lepidotrigla multispinosa
643. Lepidotrigla musorstom
644. Lepidotrigla nana
645. Lepidotrigla oglina
646. Lepidotrigla omanensis
647. Lepidotrigla papilio
648. Lepidotrigla pectoralis
649. Lepidotrigla pleuracanthica
650. Lepidotrigla punctipectoralis
651. Lepidotrigla robinsi
652. Lepidotrigla russelli
653. Lepidotrigla sayademalha
654. Lepidotrigla sereti
655. Lepidotrigla spiloptera
656. Lepidotrigla spinosa
657. Lepidotrigla umbrosa
658. Lepidotrigla vanessa
659. Lepidotrigla vaubani
660. Lepidotrigla venusta
661. Lepidozygus tapeinosoma
662. Lepisosteus oculatus
663. Lepisosteus osseus
664. Lepisosteus platostomus
665. Lepisosteus platyrhincus
666. Lepomis auritus
667. Lepomis cyanellus
668. Lepomis gibbosus
669. Lepomis gulosus
670. Lepomis humilis
671. Lepomis macrochirus
672. Lepomis marginatus
673. Lepomis megalotis
674. Lepomis microlophus
675. Lepomis miniatus
676. Lepomis punctatus
677. Lepomis symmetricus
678. Lepophidium aporrhox
679. Lepophidium brevibarbe
680. Lepophidium jeannae
681. Lepophidium kallion
682. Lepophidium marmoratum
683. Lepophidium microlepis
684. Lepophidium negropinna
685. Lepophidium pardale
686. Lepophidium pheromystax
687. Lepophidium profundorum
688. Lepophidium prorates
689. Lepophidium staurophor
690. Lepophidium stigmatistium
691. Leporacanthicus galaxias
692. Leporacanthicus heterodon
693. Leporacanthicus joselimai
694. Leporacanthicus triactis
695. Leporellus cartledgei
696. Leporellus pictus
697. Leporellus retropinnis
698. Leporellus vittatus
699. Leporinus acutidens
700. Leporinus affinis
701. Leporinus agassizii
702. Leporinus aguapeiensis
703. Leporinus alternus
704. Leporinus amae
705. Leporinus amazonicus
706. Leporinus amblyrhynchus
707. Leporinus arcus
708. Leporinus aripuanaensis
709. Leporinus badueli
710. Leporinus bahiensis
711. Leporinus bimaculatus
712. Leporinus bistriatus
713. Leporinus bleheri
714. Leporinus boehlkei
715. Leporinus brunneus
716. Leporinus conirostris
717. Leporinus copelandii
718. Leporinus crassilabris
719. Leporinus cylindriformis
720. Leporinus desmotes
721. Leporinus despaxi
722. Leporinus ecuadorensis
723. Leporinus elongatus
724. Leporinus falcipinnis
725. Leporinus fasciatus
726. Leporinus friderici
727. Leporinus garmani
728. Leporinus gomesi
729. Leporinus gossei
730. Leporinus granti
731. Leporinus holostictus
732. Leporinus jamesi
733. Leporinus jatuncochi
734. Leporinus julii
735. Leporinus klausewitzi
736. Leporinus lacustris
737. Leporinus latofasciatus
738. Leporinus lebaili
739. Leporinus leschenaulti
740. Leporinus macrocephalus
741. Leporinus maculatus
742. Leporinus marcgravii
743. Leporinus megalepis
744. Leporinus melanopleura
745. Leporinus melanostictus
746. Leporinus microphthalmus
747. Leporinus moralesi
748. Leporinus mormyrops
749. Leporinus multifasciatus
750. Leporinus muyscorum
751. Leporinus nattereri
752. Leporinus niceforoi
753. Leporinus nigrotaeniatus
754. Leporinus nijsseni
755. Leporinus obtusidens
756. Leporinus octofasciatus
757. Leporinus octomaculatus
758. Leporinus ortomaculatus
759. Leporinus pachycheilus
760. Leporinus pachyurus
761. Leporinus parae
762. Leporinus paralternus
763. Leporinus paranensis
764. Leporinus pearsoni
765. Leporinus pellegrinii
766. Leporinus piau
767. Leporinus pitingai
768. Leporinus platycephalus
769. Leporinus punctatus
770. Leporinus reinhardti
771. Leporinus reticulatus
772. Leporinus sexstriatus
773. Leporinus silvestrii
774. Leporinus spilopleura
775. Leporinus steindachneri
776. Leporinus steyermarki
777. Leporinus striatus
778. Leporinus subniger
779. Leporinus taeniatus
780. Leporinus taeniofasciatus
781. Leporinus thayeri
782. Leporinus tigrinus
783. Leporinus trifasciatus
784. Leporinus trimaculatus
785. Leporinus uatumaensis
786. Leporinus vanzoi
787. Leporinus venerei
788. Leporinus wolfei
789. Leporinus y-ophorus
790. Leptacanthichthys gracilispinis
791. Leptagoniates pi
792. Leptagoniates steindachneri
793. Leptagonus decagonus
794. Leptatherina presbyteroides
795. Leptatherina wallacei
796. Leptenchelys vermiformis
797. Lepthoplosternum altamazonicum
798. Lepthoplosternum beni
799. Lepthoplosternum pectorale
800. Lepthoplosternum stellatum
801. Lepthoplosternum tordilho
802. Lepthoplosternum ucamara
803. Leptoancistrus canensis
804. Leptoancistrus cordobensis
805. Leptobarbus hoevenii
806. Leptobarbus hosii
807. Leptobarbus melanopterus
808. Leptobarbus melanotaenia
809. Leptobotia curta
810. Leptobotia elongata
811. Leptobotia flavolineata
812. Leptobotia guilinensis
813. Leptobotia hengyangensis
814. Leptobotia mantschurica
815. Leptobotia microphthalma
816. Leptobotia orientalis
817. Leptobotia pellegrini
818. Leptobotia posterodorsalis
819. Leptobotia rubrilabris
820. Leptobotia taeniops
821. Leptobotia tchangi
822. Leptobotia tientainensis
823. Leptobotia zebra
824. Leptobrama muelleri
825. Leptobrotula breviventralis
826. Leptobrycon jatuaranae
827. Leptocephalus bellottii
828. Leptocephalus congroides
829. Leptocephalus ophichthoides
830. Leptocharacidium omospilus
831. Leptocharias smithii
832. Leptochilichthys agassizii
833. Leptochilichthys microlepis
834. Leptochilichthys pinguis
835. Leptoclinus maculatus
836. Leptocottus armatus
837. Leptocypris crossensis
838. Leptocypris guineensis
839. Leptocypris konkoureensis
840. Leptocypris lujae
841. Leptocypris modestus
842. Leptocypris niloticus
843. Leptocypris taiaensis
844. Leptocypris weeksii
845. Leptocypris weynsii
846. Leptoderma affinis
847. Leptoderma lubricum
848. Leptoderma macrops
849. Leptoderma retropinna
850. Leptodoras acipenserinus
851. Leptodoras cataniai
852. Leptodoras copei
853. Leptodoras hasemani
854. Leptodoras juruensis
855. Leptodoras linnelli
856. Leptodoras myersi
857. Leptodoras nelsoni
858. Leptodoras praelongus
859. Leptodoras rogersae
860. Leptoglanis bouilloni
861. Leptoglanis xenognathus
862. Leptoichthys fistularius
863. Leptojulis chrysotaenia
864. Leptojulis cyanopleura
865. Leptojulis lambdastigma
866. Leptojulis polylepis
867. Leptojulis urostigma
868. Leptolebias aureoguttatus
869. Leptolebias citrinipinnis
870. Leptolebias itanhaensis
871. Leptolebias leitaoi
872. Leptolebias marmoratus
873. Leptolebias opalescens
874. Leptolebias splendens
875. Leptolucania ommata
876. Leptomelanosoma indicum
877. Leptonotus blainvilleanus
878. Leptonotus elevatus
879. Leptonotus norae
880. Leptophilypnus fluviatilis
881. Leptophilypnus guatemalensis
882. Leptophilypnus mindii
883. Leptophilypnus panamensis
884. Leptorhamdia essequibensis
885. Leptorhamdia marmorata
886. Leptorhamdia schultzi
887. Leptoscarus vaigiensis
888. Leptoscopus macropygus
889. Leptostichaeus pumilus
890. Leptostomias analis
891. Leptostomias bermudensis
892. Leptostomias bilobatus
893. Leptostomias gladiator
894. Leptostomias gracilis
895. Leptostomias haplocaulus
896. Leptostomias leptobolus
897. Leptostomias longibarba
898. Leptostomias macronema
899. Leptostomias macropogon
900. Leptostomias multifilis
901. Leptostomias robustus
902. Leptosynanceia asteroblepa
903. Lepturacanthus pantului
904. Lepturacanthus roelandti
905. Lepturacanthus savala
906. Lepturichthys dolichopterus
907. Lepturichthys fimbriata
908. Lestidiops affinis
909. Lestidiops bathyopteryx
910. Lestidiops cadenati
911. Lestidiops distans
912. Lestidiops extrema
913. Lestidiops gracilis
914. Lestidiops indopacifica
915. Lestidiops jayakari jayakari
916. Lestidiops jayakari pseudosphyraenoides
917. Lestidiops mirabilis
918. Lestidiops neles
919. Lestidiops pacificus
920. Lestidiops ringens
921. Lestidiops similis
922. Lestidiops sphyraenopsis
923. Lestidiops sphyrenoides
924. Lestidium atlanticum
925. Lestidium bigelowi
926. Lestidium nudum
927. Lestidium prolixum
928. Lestradea perspicax
929. Lestradea stappersii
930. Lestrolepis intermedia
931. Lestrolepis japonica
932. Lestrolepis luetkeni
933. Lestrolepis pofi
934. Lesueurigobius friesii
935. Lesueurigobius heterofasciatus
936. Lesueurigobius koumansi
937. Lesueurigobius sanzi
938. Lesueurigobius suerii
939. Lesueurina platycephala
940. Letharchus aliculatus
941. Letharchus rosenblatti
942. Letharchus velifer
943. Lethenteron kessleri
944. Lethenteron matsubarai
945. Lethenteron zanandreai
946. Lethogoleos andersoni
947. Letholycus magellanicus
948. Letholycus microphthalmus
949. Lethops connectens
950. Lethotremus awae
951. Lethotremus muticus
952. Lethrinops albus
953. Lethrinops altus
954. Lethrinops argenteus
955. Lethrinops auritus
956. Lethrinops christyi
957. Lethrinops furcifer
958. Lethrinops gossei
959. Lethrinops leptodon
960. Lethrinops lethrinus
961. Lethrinops longimanus
962. Lethrinops longipinnis
963. Lethrinops lunaris
964. Lethrinops macracanthus
965. Lethrinops macrochir
966. Lethrinops macrophthalmus
967. Lethrinops marginatus
968. Lethrinops micrentodon
969. Lethrinops microdon
970. Lethrinops microstoma
971. Lethrinops mylodon borealis
972. Lethrinops mylodon mylodon
973. Lethrinops oculatus
974. Lethrinops parvidens
975. Lethrinops stridei
976. Lethrinops turneri
977. Lethrinus amboinensis
978. Lethrinus atkinsoni
979. Lethrinus atlanticus
980. Lethrinus borbonicus
981. Lethrinus conchyliatus
982. Lethrinus crocineus
983. Lethrinus enigmaticus
984. Lethrinus erythracanthus
985. Lethrinus erythropterus
986. Lethrinus genivittatus
987. Lethrinus haematopterus
988. Lethrinus harak
989. Lethrinus laticaudis
990. Lethrinus lentjan
991. Lethrinus mahsena
992. Lethrinus microdon
993. Lethrinus miniatus
994. Lethrinus nebulosus
995. Lethrinus obsoletus
996. Lethrinus olivaceus
997. Lethrinus ornatus
998. Lethrinus punctulatus
999. Lethrinus ravus
1000. Lethrinus reticulatus
1001. Lethrinus rubrioperculatus
1002. Lethrinus semicinctus
1003. Lethrinus variegatus
1004. Lethrinus xanthochilus
1005. Leucalburnus satunini
1006. Leucaspius delineatus
1007. Leucicorus atlanticus
1008. Leucicorus lusciosus
1009. Leuciscus anatolicus
1010. Leuciscus baicalensis
1011. Leuciscus bergi
1012. Leuciscus burdigalensis
1013. Leuciscus cephaloides
1014. Leuciscus chuanchicus
1015. Leuciscus danilewskii
1016. Leuciscus dzungaricus
1017. Leuciscus gaderanus
1018. Leuciscus idus
1019. Leuciscus illyricus
1020. Leuciscus latus
1021. Leuciscus lehmanni
1022. Leuciscus leuciscus
1023. Leuciscus lindbergi
1024. Leuciscus merzbacheri
1025. Leuciscus microlepis
1026. Leuciscus montenigrinus
1027. Leuciscus pleurobipunctatus
1028. Leuciscus polylepis
1029. Leuciscus schmidti
1030. Leuciscus souffia
1031. Leuciscus spurius
1032. Leuciscus svallize
1033. Leuciscus turskyi
1034. Leuciscus ukliva
1035. Leuciscus waleckii
1036. Leucobrotula adipata
1037. Leucogrammolycus brychios
1038. Leucopsarion petersii
1039. Leucoraja caribbaea
1040. Leucoraja circularis
1041. Leucoraja compagnoi
1042. Leucoraja erinacea
1043. Leucoraja fullonica
1044. Leucoraja garmani
1045. Leucoraja lentiginosa
1046. Leucoraja leucosticta
1047. Leucoraja melitensis
1048. Leucoraja naevus
1049. Leucoraja ocellata
1050. Leucoraja pristispina
1051. Leucoraja virginica
1052. Leucoraja wallacei
1053. Leucoraja yucatanensis
1054. Leuresthes sardina
1055. Leuresthes tenuis
1056. Leurochilus acon
1057. Leuroglossus schmidti
1058. Leuropharus lasiops
1059. Leviprora inops
1060. Liachirus melanospilos
1061. Liachirus whitleyi
1062. Lichia amia
1063. Lichnochromis acuticeps
1064. Lignobrycon myersi
1065. Lile gracilis
1066. Lile nigrofasciata
1067. Lile piquitinga
1068. Lile stolifera
1069. Limanda aspera
1070. Limanda ferruginea
1071. Limanda limanda
1072. Limanda proboscidea
1073. Limanda punctatissimus
1074. Limanda sakhalinensis
1075. Limatulichthys griseus
1076. Limbochromis robertsi
1077. Limia caymanensis
1078. Limia dominicensis
1079. Limia fuscomaculata
1080. Limia garnieri
1081. Limia grossidens
1082. Limia heterandria
1083. Limia immaculata
1084. Limia melanogaster
1085. Limia melanonotata
1086. Limia miragoanensis
1087. Limia nigrofasciata
1088. Limia ornata
1089. Limia pauciradiata
1090. Limia perugiae
1091. Limia rivasi
1092. Limia sulphurophila
1093. Limia tridens
1094. Limia versicolor
1095. Limia vittata
1096. Limia yaguajali
1097. Limia zonata
1098. Limnichthys donaldsoni
1099. Limnichthys fasciatus
1100. Limnichthys nitidus
1101. Limnichthys orientalis
1102. Limnichthys polyactis
1103. Limnichthys rendahli
1104. Limnochromis abeelei
1105. Limnochromis auritus
1106. Limnochromis staneri
1107. Limnocottus bergianus
1108. Limnocottus godlewskii
1109. Limnocottus griseus
1110. Limnocottus pallidus
1111. Limnothrissa miodon
1112. Limnotilapia dardennii
1113. Linichthys laticeps
1114. Liniparhomaloptera disparis disparis
1115. Liniparhomaloptera disparis qiongzhongensis
1116. Liniparhomaloptera monoloba
1117. Liniparhomaloptera obtusirostris
1118. Linkenchelys multipora
1119. Linophryne algibarbata
1120. Linophryne andersoni
1121. Linophryne arborifera
1122. Linophryne arcturi
1123. Linophryne argyresca
1124. Linophryne bicornis
1125. Linophryne bipennata
1126. Linophryne brevibarbata
1127. Linophryne coronata
1128. Linophryne densiramus
1129. Linophryne digitopogon
1130. Linophryne escaramosa
1131. Linophryne indica
1132. Linophryne lucifer
1133. Linophryne macrodon
1134. Linophryne maderensis
1135. Linophryne parini
1136. Linophryne pennibarbata
1137. Linophryne polypogon
1138. Linophryne quinqueramosa
1139. Linophryne racemifera
1140. Linophryne sexfilis
1141. Linophryne trewavasae
1142. Liobagrus aequilabris
1143. Liobagrus andersoni
1144. Liobagrus anguillicauda
1145. Liobagrus formosanus
1146. Liobagrus kingi
1147. Liobagrus marginatoides
1148. Liobagrus marginatus
1149. Liobagrus mediadiposalis
1150. Liobagrus nantoensis
1151. Liobagrus nigricauda
1152. Liobagrus obesus
1153. Liobagrus reinii
1154. Liobagrus styani
1155. Liobranchia stria
1156. Liocranium pleurostigma
1157. Liocranium praepositum
1158. Liopropoma aberrans
1159. Liopropoma africanum
1160. Liopropoma aragai
1161. Liopropoma aurora
1162. Liopropoma carmabi
1163. Liopropoma collettei
1164. Liopropoma danae
1165. Liopropoma dorsoluteum
1166. Liopropoma erythraeum
1167. Liopropoma eukrines
1168. Liopropoma fasciatum
1169. Liopropoma flavidum
1170. Liopropoma incomptum
1171. Liopropoma japonicum
1172. Liopropoma latifasciatum
1173. Liopropoma lemniscatum
1174. Liopropoma longilepis
1175. Liopropoma lunulatum
1176. Liopropoma maculatum
1177. Liopropoma mitratum
1178. Liopropoma mowbrayi
1179. Liopropoma multilineatum
1180. Liopropoma pallidum
1181. Liopropoma rubre
1182. Liopropoma susumi
1183. Liopropoma swalesi
1184. Liopropoma tonstrinum
1185. Liopsetta glacialis
1186. Liopsetta pinnifasciata
1187. Liopsetta putnami
1188. Liosaccus aerobaticus
1189. Lioscorpius longiceps
1190. Lioscorpius trifasciatus
1191. Liosomadoras morrowi
1192. Liosomadoras oncinus
1193. Liparis adiastolus
1194. Liparis agassizii
1195. Liparis alboventer
1196. Liparis antarcticus
1197. Liparis atlanticus
1198. Liparis bikunin
1199. Liparis brashnikovi
1200. Liparis bristolensis
1201. Liparis burkei
1202. Liparis callyodon
1203. Liparis catharus
1204. Liparis chefuensis
1205. Liparis coheni
1206. Liparis curilensis
1207. Liparis cyclopus
1208. Liparis dennyi
1209. Liparis dubius
1210. Liparis dulkeiti
1211. Liparis eos
1212. Liparis fabricii
1213. Liparis fishelsoni
1214. Liparis florae
1215. Liparis frenatus
1216. Liparis fucensis
1217. Liparis gibbus
1218. Liparis grebnitzkii
1219. Liparis greeni
1220. Liparis inquilinus
1221. Liparis kusnetzovi
1222. Liparis kussakini
1223. Liparis latifrons
1224. Liparis liparis barbatus
1225. Liparis liparis liparis
1226. Liparis maculatus
1227. Liparis marmoratus
1228. Liparis mednius
1229. Liparis megacephalus
1230. Liparis micraspidophorus
1231. Liparis miostomus
1232. Liparis montagui
1233. Liparis mucosus
1234. Liparis newmani
1235. Liparis ochotensis
1236. Liparis owstoni
1237. Liparis petschiliensis
1238. Liparis pravdini
1239. Liparis pulchellus
1240. Liparis punctatus
1241. Liparis punctulatus
1242. Liparis rhodosoma
1243. Liparis rotundirostris
1244. Liparis rutteri
1245. Liparis schantarensis
1246. Liparis schmidti
1247. Liparis tanakae
1248. Liparis tartaricus
1249. Liparis tessellatus
1250. Liparis tunicatiformis
1251. Liparis tunicatus
1252. Liparis zonatus
1253. Lipariscus nanus
1254. Lipocheilus carnolabrum
1255. Lipogenys gillii
1256. Lipogramma anabantoides
1257. Lipogramma evides
1258. Lipogramma flavescens
1259. Lipogramma klayi
1260. Lipogramma regium
1261. Lipogramma robinsi
1262. Lipogramma roseum
1263. Lipogramma trilineatum
1264. Lipolagus ochotensis
1265. Lipophrys adriaticus
1266. Lipophrys bauchotae
1267. Lipophrys caboverdensis
1268. Lipophrys canevae
1269. Lipophrys dalmatinus
1270. Lipophrys nigriceps
1271. Lipophrys pholis
1272. Lipophrys velifer
1273. Lipopterichthys carrioni
1274. Lissocampus bannwarthi
1275. Lissocampus caudalis
1276. Lissocampus fatiloquus
1277. Lissocampus filum
1278. Lissocampus runa
1279. Lissonanchus lusheri
1280. Listrura boticario
1281. Listrura camposi
1282. Listrura nematopteryx
1283. Listrura picinguabae
1284. Listrura tetraradiata
1285. Lithochromis rubripinnis
1286. Lithochromis rufus
1287. Lithochromis xanthopteryx
1288. Lithodoras dorsalis
1289. Lithogenes valencia
1290. Lithogenes villosus
1291. Lithognathus aureti
1292. Lithognathus lithognathus
1293. Lithognathus mormyrus
1294. Lithognathus olivieri
1295. Lithoxus boujardi
1296. Lithoxus bovallii
1297. Lithoxus lithoides
1298. Lithoxus pallidimaculatus
1299. Lithoxus planquettei
1300. Lithoxus stocki
1301. Lithoxus surinamensis
1302. Litobranchus fowleri
1303. Liza abu
1304. Liza affinis
1305. Liza alata
1306. Liza argentea
1307. Liza aurata
1308. Liza carinata
1309. Liza dumerili
1310. Liza falcipinnis
1311. Liza grandisquamis
1312. Liza klunzingeri
1313. Liza luciae
1314. Liza macrolepis
1315. Liza mandapamensis
1316. Liza melinoptera
1317. Liza parmata
1318. Liza parsia
1319. Liza persicus
1320. Liza ramado
1321. Liza ramsayi
1322. Liza richardsonii
1323. Liza saliens
1324. Liza subviridis
1325. Liza tade
1326. Liza tricuspidens
1327. Liza vaigiensis
1328. Llanolebias stellifer
1329. Lobianchia dofleini
1330. Lobianchia gemellarii
1331. Lobocheilos bo
1332. Lobocheilos cornutus
1333. Lobocheilos davisi
1334. Lobocheilos delacouri
1335. Lobocheilos erinaceus
1336. Lobocheilos falcifer
1337. Lobocheilos fowleri
1338. Lobocheilos gracilis
1339. Lobocheilos hispidus
1340. Lobocheilos ixocheilos
1341. Lobocheilos kajanensis
1342. Lobocheilos lehat
1343. Lobocheilos melanotaenia
1344. Lobocheilos nigrovittatus
1345. Lobocheilos ovalis
1346. Lobocheilos quadrilineatus
1347. Lobocheilos rhabdoura
1348. Lobocheilos schwanenfeldii
1349. Lobocheilos tenura
1350. Lobocheilos terminalis
1351. Lobocheilos thavili
1352. Lobocheilos trangensis
1353. Lobocheilos unicornis
1354. Lobochilotes labiatus
1355. Lobodeuterodon euspilurus
1356. Lobotes pacificus
1357. Lobotes surinamensis
1358. Lobulogobius morrigu
1359. Lobulogobius omanensis
1360. Lonchogenys ilisha
1361. Lonchopisthus higmani
1362. Lonchopisthus lemur
1363. Lonchopisthus lindneri
1364. Lonchopisthus micrognathus
1365. Lonchopisthus sinuscalifornicus
1366. Lonchurus elegans
1367. Lonchurus lanceolatus
1368. Longanalus macrochirous
1369. Longiculter siahi
1370. Longischistura bhimachari
1371. Longischistura striata
1372. Lophichthys boschmai
1373. Lophiobagrus aquilus
1374. Lophiobagrus asperispinis
1375. Lophiobagrus brevispinis
1376. Lophiobagrus cyclurus
1377. Lophiobrycon weitzmani
1378. Lophiocharon hutchinsi
1379. Lophiocharon lithinostomus
1380. Lophiocharon trisignatus
1381. Lophiodes abdituspinus
1382. Lophiodes beroe
1383. Lophiodes bruchius
1384. Lophiodes caulinaris
1385. Lophiodes fimbriatus
1386. Lophiodes gracilimanus
1387. Lophiodes infrabrunneus
1388. Lophiodes insidiator
1389. Lophiodes kempi
1390. Lophiodes miacanthus
1391. Lophiodes monodi
1392. Lophiodes mutilus
1393. Lophiodes naresi
1394. Lophiodes reticulatus
1395. Lophiodes spilurus
1396. Lophiogobius ocellicauda
1397. Lophiomus setigerus
1398. Lophiosilurus alexandri
1399. Lophius americanus
1400. Lophius budegassa
1401. Lophius gastrophysus
1402. Lophius litulon
1403. Lophius piscatorius
1404. Lophius vaillanti
1405. Lophius vomerinus
1406. Lophodiodon calori
1407. Lophodolos acanthognathus
1408. Lophodolos indicus
1409. Lophogobius bleekeri
1410. Lophogobius cristulatus
1411. Lophogobius cyprinoides
1412. Lopholatilus chamaeleonticeps
1413. Lopholatilus villarii
1414. Lopholiparis flerxi
1415. Lophonectes gallus
1416. Lophonectes mongonuiensis
1417. Lophotus capellei
1418. Lophotus lacepede
1419. Loricaria apeltogaster
1420. Loricaria cataphracta
1421. Loricaria clavipinna
1422. Loricaria holmbergi
1423. Loricaria lata
1424. Loricaria lentiginosa
1425. Loricaria nickeriensis
1426. Loricaria parnahybae
1427. Loricaria piracicabae
1428. Loricaria simillima
1429. Loricaria tucumanensis
1430. Loricariichthys acutus
1431. Loricariichthys anus
1432. Loricariichthys brunneus
1433. Loricariichthys cashibo
1434. Loricariichthys castaneus
1435. Loricariichthys chanjoo
1436. Loricariichthys derbyi
1437. Loricariichthys edentatus
1438. Loricariichthys hauxwelli
1439. Loricariichthys labialis
1440. Loricariichthys maculatus
1441. Loricariichthys melanocheilus
1442. Loricariichthys microdon
1443. Loricariichthys nudirostris
1444. Loricariichthys platymetopon
1445. Loricariichthys rostratus
1446. Loricariichthys stuebelii
1447. Loricariichthys ucayalensis
1448. Lota lota
1449. Lotella fernandeziana
1450. Lotella fuliginosa
1451. Lotella phycis
1452. Lotella rhacina
1453. Lotella schuettei
1454. Lotella tosaensis
1455. Lotilia graciliosa
1456. Lovettia sealii
1457. Loweina interrupta
1458. Loweina rara
1459. Loweina terminata
1460. Loxodon macrorhinus
1461. Lubbockichthys multisquamatus
1462. Lubbockichthys myersi
1463. Lubbockichthys tanakai
1464. Lubricogobius dinah
1465. Lubricogobius exiguus
1466. Lubricogobius ornatus
1467. Lucania goodei
1468. Lucania interioris
1469. Lucania parva
1470. Lucayablennius zingaro
1471. Lucifuga dentata
1472. Lucifuga inopinata
1473. Lucifuga lucayana
1474. Lucifuga simile
1475. Lucifuga spelaeotes
1476. Lucifuga subterranea
1477. Lucifuga teresinarum
1478. Lucigadus acrolophus
1479. Lucigadus lucifer
1480. Lucigadus microlepis
1481. Lucigadus nigromaculatus
1482. Lucigadus nigromarginatus
1483. Lucigadus ori
1484. Luciobarbus kottelati
1485. Luciobarbus lydianus
1486. Luciobrama macrocephalus
1487. Luciobrotula bartschi
1488. Luciobrotula corethromycter
1489. Luciobrotula lineata
1490. Luciobrotula nolfi
1491. Luciocephalus aura
1492. Luciocephalus pulcher
1493. Luciocyprinus langsoni
1494. Luciocyprinus striolatus
1495. Luciogobius adapel
1496. Luciogobius albus
1497. Luciogobius ama
1498. Luciogobius brevipterus
1499. Luciogobius dormitoris
1500. Luciogobius elongatus
1501. Luciogobius grandis
1502. Luciogobius guttatus
1503. Luciogobius koma
1504. Luciogobius martellii
1505. Luciogobius pallidus
1506. Luciogobius parvulus
1507. Luciogobius platycephalus
1508. Luciogobius saikaiensis
1509. Luciopimelodus pati
1510. Luciosoma bleekeri
1511. Luciosoma pellegrinii
1512. Luciosoma setigerum
1513. Luciosoma spilopleura
1514. Luciosoma trinema
1515. Luciosudis normani
1516. Lumiconger arafura
1517. Lumpenella longirostris
1518. Lumpenopsis clitella
1519. Lumpenopsis hypochroma
1520. Lumpenopsis pavlenkoi
1521. Lumpenopsis triocellata
1522. Lumpenus fabricii
1523. Lumpenus lampretaeformis
1524. Lumpenus sagitta
1525. Lupinoblennius dispar
1526. Lupinoblennius nicholsi
1527. Lupinoblennius paivai
1528. Lupinoblennius vinctus
1529. Luposicya lupus
1530. Luthulenchelys heemstraorum
1531. Lutjanus adetii
1532. Lutjanus agennes
1533. Lutjanus alexandrei
1534. Lutjanus ambiguus
1535. Lutjanus analis
1536. Lutjanus apodus
1537. Lutjanus aratus
1538. Lutjanus argentimaculatus
1539. Lutjanus argentiventris
1540. Lutjanus bengalensis
1541. Lutjanus biguttatus
1542. Lutjanus bitaeniatus
1543. Lutjanus bohar
1544. Lutjanus boutton
1545. Lutjanus buccanella
1546. Lutjanus campechanus
1547. Lutjanus carponotatus
1548. Lutjanus coeruleolineatus
1549. Lutjanus colorado
1550. Lutjanus cyanopterus
1551. Lutjanus decussatus
1552. Lutjanus dentatus
1553. Lutjanus dodecacanthoides
1554. Lutjanus ehrenbergii
1555. Lutjanus endecacanthus
1556. Lutjanus erythropterus
1557. Lutjanus fulgens
1558. Lutjanus fulviflamma
1559. Lutjanus fulvus
1560. Lutjanus fuscescens
1561. Lutjanus gibbus
1562. Lutjanus goldiei
1563. Lutjanus goreensis
1564. Lutjanus griseus
1565. Lutjanus guilcheri
1566. Lutjanus guttatus
1567. Lutjanus inermis
1568. Lutjanus jocu
1569. Lutjanus johnii
1570. Lutjanus jordani
1571. Lutjanus kasmira
1572. Lutjanus lemniscatus
1573. Lutjanus lunulatus
1574. Lutjanus lutjanus
1575. Lutjanus madras
1576. Lutjanus mahogoni
1577. Lutjanus malabaricus
1578. Lutjanus maxweberi
1579. Lutjanus mizenkoi
1580. Lutjanus monostigma
1581. Lutjanus notatus
1582. Lutjanus novemfasciatus
1583. Lutjanus ophuysenii
1584. Lutjanus peru
1585. Lutjanus purpureus
1586. Lutjanus quinquelineatus
1587. Lutjanus rivulatus
1588. Lutjanus rufolineatus
1589. Lutjanus russellii
1590. Lutjanus sanguineus
1591. Lutjanus sebae
1592. Lutjanus semicinctus
1593. Lutjanus stellatus
1594. Lutjanus synagris
1595. Lutjanus timorensis
1596. Lutjanus viridis
1597. Lutjanus vitta
1598. Lutjanus vivanus
1599. Luvarus imperialis
1600. Luxilus albeolus
1601. Luxilus cardinalis
1602. Luxilus cerasinus
1603. Luxilus chrysocephalus
1604. Luxilus coccogenis
1605. Luxilus cornutus
1606. Luxilus pilsbryi
1607. Luxilus zonatus
1608. Luxilus zonistius
1609. Luzonichthys earlei
1610. Luzonichthys microlepis
1611. Luzonichthys taeniatus
1612. Luzonichthys waitei
1613. Luzonichthys whitleyi
1614. Luzonichthys williamsi
1615. Lycenchelys alba
1616. Lycenchelys albeola
1617. Lycenchelys albomaculata
1618. Lycenchelys alta
1619. Lycenchelys antarctica
1620. Lycenchelys aratrirostris
1621. Lycenchelys argentina
1622. Lycenchelys aurantiaca
1623. Lycenchelys bachmanni
1624. Lycenchelys bellingshauseni
1625. Lycenchelys bullisi
1626. Lycenchelys callista
1627. Lycenchelys camchatica
1628. Lycenchelys chauliodus
1629. Lycenchelys cicatrifer
1630. Lycenchelys crotalinus
1631. Lycenchelys fedorovi
1632. Lycenchelys folletti
1633. Lycenchelys hadrogeneia
1634. Lycenchelys hippopotamus
1635. Lycenchelys hureaui
1636. Lycenchelys imamurai
1637. Lycenchelys incisa
1638. Lycenchelys jordani
1639. Lycenchelys kolthoffi
1640. Lycenchelys lonchoura
1641. Lycenchelys maculata
1642. Lycenchelys makushok
1643. Lycenchelys maoriensis
1644. Lycenchelys melanostomias
1645. Lycenchelys micropora
1646. Lycenchelys monstrosa
1647. Lycenchelys muraena
1648. Lycenchelys nanospinata
1649. Lycenchelys nigripalatum
1650. Lycenchelys novaezealandiae
1651. Lycenchelys parini
1652. Lycenchelys paxillus
1653. Lycenchelys pearcyi
1654. Lycenchelys pentactina
1655. Lycenchelys pequenoi
1656. Lycenchelys peruana
1657. Lycenchelys platyrhina
1658. Lycenchelys plicifera
1659. Lycenchelys polyodon
1660. Lycenchelys porifer
1661. Lycenchelys rassi
1662. Lycenchelys ratmanovi
1663. Lycenchelys remissaria
1664. Lycenchelys rosea
1665. Lycenchelys ryukyuensis
1666. Lycenchelys sarsii
1667. Lycenchelys scaurus
1668. Lycenchelys squamosa
1669. Lycenchelys tohokuensis
1670. Lycenchelys tristichodon
1671. Lycenchelys uschakovi
1672. Lycenchelys verrillii
1673. Lycenchelys vitiazi
1674. Lycenchelys volki
1675. Lycenchelys wilkesi
1676. Lycenchelys xanthoptera
1677. Lycengraulis batesii
1678. Lycengraulis grossidens
1679. Lycengraulis limnichthys
1680. Lycengraulis poeyi
1681. Lycodapus antarcticus
1682. Lycodapus australis
1683. Lycodapus derjugini
1684. Lycodapus dermatinus
1685. Lycodapus endemoscotus
1686. Lycodapus fierasfer
1687. Lycodapus leptus
1688. Lycodapus mandibularis
1689. Lycodapus microchir
1690. Lycodapus pachysoma
1691. Lycodapus parviceps
1692. Lycodapus poecilus
1693. Lycodapus psarostomatus
1694. Lycodes adolfi
1695. Lycodes akuugun
1696. Lycodes albolineatus
1697. Lycodes albonotatus
1698. Lycodes bathybius
1699. Lycodes brevipes
1700. Lycodes brunneofasciatus
1701. Lycodes caudimaculatus
1702. Lycodes concolor
1703. Lycodes cortezianus
1704. Lycodes diapterus
1705. Lycodes esmarkii
1706. Lycodes eudipleurostictus
1707. Lycodes fasciatus
1708. Lycodes frigidus
1709. Lycodes fulvus
1710. Lycodes gracilis
1711. Lycodes heinemanni
1712. Lycodes hubbsi
1713. Lycodes japonicus
1714. Lycodes jenseni
1715. Lycodes jugoricus
1716. Lycodes lavalaei
1717. Lycodes luetkenii
1718. Lycodes macrochir
1719. Lycodes macrolepis
1720. Lycodes marisalbi
1721. Lycodes matsubarai
1722. Lycodes mcallisteri
1723. Lycodes microlepidotus
1724. Lycodes microporus
1725. Lycodes mucosus
1726. Lycodes nakamurae
1727. Lycodes nishimurai
1728. Lycodes obscurus
1729. Lycodes ocellatus
1730. Lycodes paamiuti
1731. Lycodes pacificus
1732. Lycodes palearis
1733. Lycodes pallidus
1734. Lycodes paucilepidotus
1735. Lycodes pectoralis
1736. Lycodes polaris
1737. Lycodes raridens
1738. Lycodes reticulatus
1739. Lycodes rossi
1740. Lycodes sadoensis
1741. Lycodes sagittarius
1742. Lycodes schmidti
1743. Lycodes semenovi
1744. Lycodes seminudus
1745. Lycodes sigmatoides
1746. Lycodes soldatovi
1747. Lycodes squamiventer
1748. Lycodes tanakae
1749. Lycodes teraoi
1750. Lycodes terraenovae
1751. Lycodes toyamensis
1752. Lycodes turneri
1753. Lycodes uschakovi
1754. Lycodes vahlii
1755. Lycodes yamatoi
1756. Lycodes ygreknotatus
1757. Lycodichthys antarcticus
1758. Lycodichthys dearborni
1759. Lycodonus flagellicauda
1760. Lycodonus malvinensis
1761. Lycodonus mirabilis
1762. Lycodonus vermiformis
1763. Lycogrammoides schmidti
1764. Lyconema barbatum
1765. Lyconodes argenteus
1766. Lyconus brachycolus
1767. Lyconus pinnatus
1768. Lycothrissa crocodilus
1769. Lycozoarces regani
1770. Lyopsetta exilis
1771. Lythrurus alegnotus
1772. Lythrurus ardens
1773. Lythrurus atrapiculus
1774. Lythrurus bellus
1775. Lythrurus fasciolaris
1776. Lythrurus fumeus
1777. Lythrurus lirus
1778. Lythrurus matutinus
1779. Lythrurus roseipinnis
1780. Lythrurus snelsoni
1781. Lythrurus umbratilis
1782. Lythrypnus alphigena
1783. Lythrypnus brasiliensis
1784. Lythrypnus cobalus
1785. Lythrypnus crocodilus
1786. Lythrypnus dalli
1787. Lythrypnus elasson
1788. Lythrypnus gilberti
1789. Lythrypnus heterochroma
1790. Lythrypnus insularis
1791. Lythrypnus lavenbergi
1792. Lythrypnus minimus
1793. Lythrypnus mowbrayi
1794. Lythrypnus nesiotes
1795. Lythrypnus okapia
1796. Lythrypnus phorellus
1797. Lythrypnus pulchellus
1798. Lythrypnus rhizophora
1799. Lythrypnus solanensis
1800. Lythrypnus spilus
1801. Lythrypnus zebra
1802. Maccullochella ikei
1803. Maccullochella macquariensis
1804. Maccullochella peelii mariensis
1805. Maccullochella peelii peelii
1806. Macolor macularis
1807. Macolor niger
1808. Macquaria ambigua
1809. Macquaria australasica
1810. Macquaria colonorum
1811. Macquaria novemaculeata
1812. Macrhybopsis aestivalis
1813. Macrhybopsis australis
1814. Macrhybopsis gelida
1815. Macrhybopsis hyostoma
1816. Macrhybopsis marconis
1817. Macrhybopsis meeki
1818. Macrhybopsis storeriana
1819. Macrhybopsis tetranema
1820. Macrocephenchelys brachialis
1821. Macrocephenchelys brevirostris
1822. Macrochirichthys macrochirus
1823. Macrodon ancylodon
1824. Macrodon mordax
1825. Macrodontogobius wilburi
1826. Macrognathus aculeatus
1827. Macrognathus aral
1828. Macrognathus caudiocellatus
1829. Macrognathus circumcinctus
1830. Macrognathus guentheri
1831. Macrognathus keithi
1832. Macrognathus maculatus
1833. Macrognathus malabaricus
1834. Macrognathus meklongensis
1835. Macrognathus morehensis
1836. Macrognathus pancalus
1837. Macrognathus semiocellatus
1838. Macrognathus siamensis
1839. Macrognathus taeniagaster
1840. Macrognathus tapirus
1841. Macrognathus zebrinus
1842. Macroparalepis affinis
1843. Macroparalepis brevis
1844. Macroparalepis danae
1845. Macroparalepis johnfitchi
1846. Macroparalepis longilateralis
1847. Macroparalepis macrogeneion
1848. Macroparalepis nigra
1849. Macropharyngodon bipartitus bipartitus
1850. Macropharyngodon bipartitus marisrubri
1851. Macropharyngodon choati
1852. Macropharyngodon cyanoguttatus
1853. Macropharyngodon geoffroy
1854. Macropharyngodon kuiteri
1855. Macropharyngodon meleagris
1856. Macropharyngodon moyeri
1857. Macropharyngodon negrosensis
1858. Macropharyngodon ornatus
1859. Macropharyngodon vivienae
1860. Macropinna microstoma
1861. Macropleurodus bicolor
1862. Macropodus erythropterus
1863. Macropodus hongkongensis
1864. Macropodus ocellatus
1865. Macropodus opercularis
1866. Macropodus spechti
1867. Macropsobrycon uruguayanae
1868. Macropsobrycon xinguensis
1869. Macroramphosus gracilis
1870. Macroramphosus scolopax
1871. Macrorhamphosodes platycheilus
1872. Macrorhamphosodes uradoi
1873. Macrosmia phalacra
1874. Macrospinosa cuja
1875. Macrotocinclus affinis
1876. Macrotrema caligans
1877. Macrouroides inflaticeps
1878. Macrourus berglax
1879. Macrourus carinatus
1880. Macrourus holotrachys
1881. Macrourus whitsoni
1882. Macrurocyttus acanthopodus
1883. Macruronus capensis
1884. Macruronus maderensis
1885. Macruronus magellanicus
1886. Macruronus novaezelandiae
1887. Macruroplus potronus
1888. Magadanichthys skopetsi
1889. Magnisudis atlantica
1890. Magnisudis indica
1891. Magnisudis prionosa
1892. Magosternarchus duccis
1893. Magosternarchus raptor
1894. Mahidolia mystacina
1895. Majungaichthys simplex
1896. Makaira indica
1897. Makaira mazara
1898. Makaira nigricans
1899. Makararaja chindwinensis
1900. Malacanthus brevirostris
1901. Malacanthus latovittatus
1902. Malacanthus plumieri
1903. Malacocephalus boretzi
1904. Malacocephalus hawaiiensis
1905. Malacocephalus laevis
1906. Malacocephalus luzonensis
1907. Malacocephalus nipponensis
1908. Malacocephalus occidentalis
1909. Malacocephalus okamurai
1910. Malacocottus aleuticus
1911. Malacocottus gibber
1912. Malacocottus kincaidi
1913. Malacocottus zonurus
1914. Malacoctenus africanus
1915. Malacoctenus aurolineatus
1916. Malacoctenus boehlkei
1917. Malacoctenus costaricanus
1918. Malacoctenus delalandii
1919. Malacoctenus ebisui
1920. Malacoctenus erdmani
1921. Malacoctenus gigas
1922. Malacoctenus gilli
1923. Malacoctenus hubbsi
1924. Malacoctenus macropus
1925. Malacoctenus margaritae
1926. Malacoctenus tetranemus
1927. Malacoctenus triangulatus
1928. Malacoctenus versicolor
1929. Malacoctenus zacae
1930. Malacoctenus zonifer
1931. Malacoctenus zonogaster
1932. Malacoglanis gelatinosus
1933. Malacoraja kreffti
1934. Malacoraja obscura
1935. Malacoraja senta
1936. Malacoraja spinacidermis
1937. Malacosarcus macrostoma
1938. Malacosteus australis
1939. Malacosteus niger
1940. Malakichthys barbatus
1941. Malakichthys elegans
1942. Malakichthys griseus
1943. Malakichthys levis
1944. Malakichthys mochizuki
1945. Malakichthys similis
1946. Malakichthys wakiyae
1947. Malapterurus barbatus
1948. Malapterurus beninensis
1949. Malapterurus cavalliensis
1950. Malapterurus electricus
1951. Malapterurus gossei
1952. Malapterurus leonensis
1953. Malapterurus melanochir
1954. Malapterurus microstoma
1955. Malapterurus minjiriya
1956. Malapterurus monsembeensis
1957. Malapterurus murrayi
1958. Malapterurus occidentalis
1959. Malapterurus oguensis
1960. Malapterurus polli
1961. Malapterurus punctatus
1962. Malapterurus shirensis
1963. Malapterurus stiassnyae
1964. Malapterurus tanganyikaensis
1965. Malapterurus tanoensis
1966. Malapterurus teugelsi
1967. Malapterurus thysi
1968. Malapterurus zambezensis
1969. Malapterus reticulatus
1970. Mallotus villosus
1971. Malpulutta kretseri
1972. Malthopsis annulifera
1973. Malthopsis gnoma
1974. Malthopsis jordani
1975. Malthopsis lutea
1976. Malthopsis mitrigera
1977. Malthopsis tiarella
1978. Malvoliophis pinguis
1979. Mancopsetta maculata antarctica
1980. Mancopsetta maculata maculata
1981. Mandibularca resinus
1982. Manducus greyae
1983. Manducus maderensis
1984. Mangarinus waterousi
1985. Manonichthys jamali
1986. Manta birostris
1987. Manta ehrenbergii
1988. Manta raya
1989. Maratecoara formosa
1990. Maratecoara lacortei
1991. Maratecoara splendida
1992. Maravichromis anaphyrmus
1993. Maravichromis balteatus
1994. Maravichromis epichorialis
1995. Maravichromis ericotaenia
1996. Maravichromis formosus
1997. Maravichromis guentheri
1998. Maravichromis incola
1999. Maravichromis labidodon
2000. Maravichromis lateristriga
2001. Maravichromis melanotaenia
2002. Maravichromis mola
2003. Maravichromis mollis
2004. Maravichromis obtusus
2005. Maravichromis plagiotaenia
2006. Maravichromis semipalatus
2007. Maravichromis sphaerodon
2008. Marcusenius abadii
2009. Marcusenius altisambesi
2010. Marcusenius annamariae
2011. Marcusenius bentleyi
2012. Marcusenius brucii
2013. Marcusenius cuangoanus
2014. Marcusenius cyprinoides
2015. Marcusenius deboensis
2016. Marcusenius devosi
2017. Marcusenius dundoensis
2018. Marcusenius friteli
2019. Marcusenius furcidens
2020. Marcusenius fuscus
2021. Marcusenius ghesquierei
2022. Marcusenius greshoffii
2023. Marcusenius intermedius
2024. Marcusenius kutuensis
2025. Marcusenius leopoldianus
2026. Marcusenius livingstonii
2027. Marcusenius macrolepidotus angolensis
2028. Marcusenius macrolepidotus macrolepidotus
2029. Marcusenius macrophthalmus
2030. Marcusenius mento
2031. Marcusenius meronai
2032. Marcusenius monteiri
2033. Marcusenius moorii
2034. Marcusenius ntemensis
2035. Marcusenius nyasensis
2036. Marcusenius rheni
2037. Marcusenius sanagaensis
2038. Marcusenius schilthuisiae
2039. Marcusenius senegalensis gracilis
2040. Marcusenius senegalensis pfaffi
2041. Marcusenius senegalensis senegalensis
2042. Marcusenius stanleyanus
2043. Marcusenius thomasi
2044. Marcusenius ussheri
2045. Marcusenius victoriae
2046. Margariscus margarita
2047. Margrethia obtusirostra
2048. Margrethia valentinae
2049. Marilyna darwinii
2050. Marilyna meraukensis
2051. Marilyna pleurosticta
2052. Markiana geayi
2053. Markiana nigripinnis
2054. Marleyella bicolorata
2055. Marleyella maldivensis
2056. Marosatherina ladigesi
2057. Maroubra perserrata
2058. Maroubra yasudai
2059. Marukawichthys ambulator
2060. Marukawichthys pacificus
2061. Mascarenichthys heemstrai
2062. Mascarenichthys microphthalmus
2063. Mastacembelus alboguttatus
2064. Mastacembelus albomaculatus
2065. Mastacembelus ansorgii
2066. Mastacembelus armatus
2067. Mastacembelus aviceps
2068. Mastacembelus batesii
2069. Mastacembelus brachyrhinus
2070. Mastacembelus brevicauda
2071. Mastacembelus brichardi
2072. Mastacembelus catchpolei
2073. Mastacembelus congicus
2074. Mastacembelus crassus
2075. Mastacembelus cryptacanthus
2076. Mastacembelus cunningtoni
2077. Mastacembelus dayi
2078. Mastacembelus decorsei
2079. Mastacembelus ellipsifer
2080. Mastacembelus erythrotaenia
2081. Mastacembelus favus
2082. Mastacembelus flavidus
2083. Mastacembelus flavomarginatus
2084. Mastacembelus frenatus
2085. Mastacembelus goro
2086. Mastacembelus greshoffi
2087. Mastacembelus kakrimensis
2088. Mastacembelus latens
2089. Mastacembelus liberiensis
2090. Mastacembelus loennbergii
2091. Mastacembelus marchei
2092. Mastacembelus marmoratus
2093. Mastacembelus mastacembelus
2094. Mastacembelus micropectus
2095. Mastacembelus moeruensis
2096. Mastacembelus moorii
2097. Mastacembelus niger
2098. Mastacembelus nigromarginatus
2099. Mastacembelus notophthalmus
2100. Mastacembelus oatesii
2101. Mastacembelus ophidium
2102. Mastacembelus pantherinus
2103. Mastacembelus paucispinis
2104. Mastacembelus plagiostomus
2105. Mastacembelus platysoma
2106. Mastacembelus polli
2107. Mastacembelus praensis
2108. Mastacembelus robertsi
2109. Mastacembelus sanagali
2110. Mastacembelus sclateri
2111. Mastacembelus seiteri
2112. Mastacembelus sexdecimspinus
2113. Mastacembelus shiloangoensis
2114. Mastacembelus shiranus
2115. Mastacembelus signatus
2116. Mastacembelus stappersii
2117. Mastacembelus taiaensis
2118. Mastacembelus tanganicae
2119. Mastacembelus tinwini
2120. Mastacembelus traversi
2121. Mastacembelus trispinosus
2122. Mastacembelus ubangensis
2123. Mastacembelus unicolor
2124. Mastacembelus vanderwaali
2125. Mastacembelus zebratus
2126. Mastiglanis asopos
2127. Mastigopterus imperator
2128. Masturus lanceolatus
2129. Masturus oxyuropterus
2130. Mataeocephalus acipenserinus
2131. Mataeocephalus adustus
2132. Mataeocephalus hyostomus
2133. Mataeocephalus microstomus
2134. Mataeocephalus nigrescens
2135. Mataeocephalus tenuicauda
2136. Matsubaraea fusiforme
2137. Matsubarichthys inusitatus
2138. Matsuichthys aequipinnis
2139. Mauligobius maderensis
2140. Mauligobius nigri
2141. Maulisia acuticeps
2142. Maulisia argipalla
2143. Maulisia isaacsi
2144. Maulisia mauli
2145. Maulisia microlepis
2146. Maurolicus amethystinopunctatus
2147. Maurolicus australis
2148. Maurolicus breviculus
2149. Maurolicus imperatorius
2150. Maurolicus inventionis
2151. Maurolicus japonicus
2152. Maurolicus javanicus
2153. Maurolicus kornilovorum
2154. Maurolicus mucronatus
2155. Maurolicus muelleri
2156. Maurolicus parvipinnis
2157. Maurolicus rudjakovi
2158. Maurolicus stehmanni
2159. Maurolicus walvisensis
2160. Maurolicus weitzmani
2161. Maxillicosta lopholepis
2162. Maxillicosta meridianus
2163. Maxillicosta raoulensis
2164. Maxillicosta reticulata
2165. Maxillicosta scabriceps
2166. Maxillicosta whitleyi
2167. Maylandia benetos
2168. Maylandia callainos
2169. Maylandia chrysomallos
2170. Maylandia cyneusmarginata
2171. Maylandia emmiltos
2172. Maylandia flavifemina
2173. Maylandia greshakei
2174. Maylandia hajomaylandi
2175. Maylandia mbenjii
2176. Maylandia melabranchion
2177. Maylandia phaeos
2178. Maylandia pyrsonotos
2179. Maylandia sandaracinos
2180. Maylandia thapsinogen
2181. Maylandia xanstomachus
2182. Maylandia zebra
2183. Maynea puncta
2184. Mazarunia mazarunii
2185. Mbipia lutea
2186. Mbipia mbipi
2187. Mccoskerichthys sandae
2188. Mchenga conophoros
2189. Mchenga cyclicos
2190. Mchenga eucinostomus
2191. Mchenga flavimanus
2192. Mchenga inornata
2193. Mchenga thinos
2194. Meadia abyssalis
2195. Meadia roseni
2196. Mecaenichthys immaculatus
2197. Meda fulgida
2198. Medialuna ancietae
2199. Medialuna californiensis
2200. Megachasma pelagios
2201. Megadontognathus cuyuniense
2202. Megadontognathus kaitukaensis
2203. Megalancistrus barrae
2204. Megalancistrus parananus
2205. Megalaspis cordyla
2206. Megalebias cheradophilus
2207. Megalebias elongatus
2208. Megalebias monstrosus
2209. Megalebias prognathus
2210. Megalebias wolterstorffi
2211. Megalechis picta
2212. Megalechis thoracata
2213. Megalobrama amblycephala
2214. Megalobrama elongata
2215. Megalobrama mantschuricus
2216. Megalobrama pellegrini
2217. Megalobrama skolkovii
2218. Megalobrama terminalis
2219. Megalocentor echthrus
2220. Megalocottus platycephalus platycephalus
2221. Megalocottus platycephalus taeniopterus
2222. Megalodoras guayoensis
2223. Megalodoras laevigatulus
2224. Megalodoras uranoscopus
2225. Megalomycter teevani
2226. Megalonema argentina
2227. Megalonema pauciradiatum
2228. Megalonema platanum
2229. Megalonema platycephalum
2230. Megalonema psammium
2231. Megalonema xanthum
2232. Megalonibea fusca
2233. Megalops atlanticus
2234. Megalops cyprinoides
2235. Meganthias carpenteri
2236. Meganthias kingyo
2237. Meganthias natalensis
2238. Megarasbora elanga
2239. Megupsilon aporus
2240. Meiacanthus abditus
2241. Meiacanthus anema
2242. Meiacanthus atrodorsalis
2243. Meiacanthus bundoon
2244. Meiacanthus crinitus
2245. Meiacanthus ditrema
2246. Meiacanthus fraseri
2247. Meiacanthus geminatus
2248. Meiacanthus grammistes
2249. Meiacanthus kamoharai
2250. Meiacanthus limbatus
2251. Meiacanthus lineatus
2252. Meiacanthus luteus
2253. Meiacanthus mossambicus
2254. Meiacanthus naevius
2255. Meiacanthus nigrolineatus
2256. Meiacanthus oualanensis
2257. Meiacanthus phaeus
2258. Meiacanthus procne
2259. Meiacanthus reticulatus
2260. Meiacanthus smithi
2261. Meiacanthus tongaensis
2262. Meiacanthus urostigma
2263. Meiacanthus vicinus
2264. Meiacanthus vittatus
2265. Mekongina bibarba
2266. Mekongina erythrospila
2267. Melamphaes acanthomus
2268. Melamphaes danae
2269. Melamphaes ebelingi
2270. Melamphaes eulepis
2271. Melamphaes hubbsi
2272. Melamphaes indicus
2273. Melamphaes janae
2274. Melamphaes laeviceps
2275. Melamphaes leprus
2276. Melamphaes longivelis
2277. Melamphaes lugubris
2278. Melamphaes macrocephalus
2279. Melamphaes microps
2280. Melamphaes parini
2281. Melamphaes parvus
2282. Melamphaes polylepis
2283. Melamphaes pumilus
2284. Melamphaes simus
2285. Melamphaes spinifer
2286. Melamphaes suborbitalis
2287. Melamphaes typhlops
2288. Melanocetus eustalus
2289. Melanocetus johnsonii
2290. Melanocetus murrayi
2291. Melanocetus niger
2292. Melanocetus rossi
2293. Melanocharacidium auroradiatum
2294. Melanocharacidium blennioides
2295. Melanocharacidium compressus
2296. Melanocharacidium depressum
2297. Melanocharacidium dispilomma
2298. Melanocharacidium melanopteron
2299. Melanocharacidium nigrum
2300. Melanocharacidium pectorale
2301. Melanocharacidium rex
2302. Melanochromis auratus
2303. Melanochromis baliodigma
2304. Melanochromis benetos
2305. Melanochromis brevis
2306. Melanochromis chipokae
2307. Melanochromis cyaneorhabdos
2308. Melanochromis dialeptos
2309. Melanochromis elastodema
2310. Melanochromis heterochromis
2311. Melanochromis interruptus
2312. Melanochromis joanjohnsonae
2313. Melanochromis johannii
2314. Melanochromis labrosus
2315. Melanochromis lepidiadaptes
2316. Melanochromis loriae
2317. Melanochromis melanopterus
2318. Melanochromis mellitus
2319. Melanochromis parallelus
2320. Melanochromis perileucos
2321. Melanochromis perspicax
2322. Melanochromis robustus
2323. Melanochromis simulans
2324. Melanochromis vermivorus
2325. Melanochromis xanthodigma
2326. Melanogrammus aeglefinus
2327. Melanolagus bericoides
2328. Melanonus gracilis
2329. Melanonus zugmayeri
2330. Melanorhinus boekei
2331. Melanorhinus cyanellus
2332. Melanorhinus microps
2333. Melanostigma atlanticum
2334. Melanostigma bathium
2335. Melanostigma gelatinosum
2336. Melanostigma inexpectatum
2337. Melanostigma orientale
2338. Melanostigma pammelas
2339. Melanostigma vitiazi
2340. Melanostomias bartonbeani
2341. Melanostomias biseriatus
2342. Melanostomias globulifer
2343. Melanostomias macrophotus
2344. Melanostomias margaritifer
2345. Melanostomias melanopogon
2346. Melanostomias melanops
2347. Melanostomias niger
2348. Melanostomias nigroaxialis
2349. Melanostomias paucilaternatus
2350. Melanostomias pauciradius
2351. Melanostomias pollicifer
2352. Melanostomias stewarti
2353. Melanostomias tentaculatus
2354. Melanostomias valdiviae
2355. Melanostomias vierecki
2356. Melanotaenia affinis
2357. Melanotaenia ajamaruensis
2358. Melanotaenia angfa
2359. Melanotaenia arfakensis
2360. Melanotaenia australis
2361. Melanotaenia batanta
2362. Melanotaenia boesemani
2363. Melanotaenia caerulea
2364. Melanotaenia catherinae
2365. Melanotaenia corona
2366. Melanotaenia duboulayi
2367. Melanotaenia eachamensis
2368. Melanotaenia exquisita
2369. Melanotaenia fluviatilis
2370. Melanotaenia fredericki
2371. Melanotaenia goldiei
2372. Melanotaenia gracilis
2373. Melanotaenia herbertaxelrodi
2374. Melanotaenia irianjaya
2375. Melanotaenia iris
2376. Melanotaenia japenensis
2377. Melanotaenia kamaka
2378. Melanotaenia lacustris
2379. Melanotaenia lakamora
2380. Melanotaenia maccullochi
2381. Melanotaenia maylandi
2382. Melanotaenia misoolensis
2383. Melanotaenia monticola
2384. Melanotaenia mubiensis
2385. Melanotaenia nigrans
2386. Melanotaenia ogilbyi
2387. Melanotaenia oktediensis
2388. Melanotaenia papuae
2389. Melanotaenia parkinsoni
2390. Melanotaenia parva
2391. Melanotaenia pierucciae
2392. Melanotaenia pimaensis
2393. Melanotaenia praecox
2394. Melanotaenia pygmaea
2395. Melanotaenia rubripinnis
2396. Melanotaenia sexlineata
2397. Melanotaenia solata
2398. Melanotaenia splendida inornata
2399. Melanotaenia splendida rubrostriata
2400. Melanotaenia splendida splendida
2401. Melanotaenia splendida tatei
2402. Melanotaenia sylvatica
2403. Melanotaenia synergos
2404. Melanotaenia trifasciata
2405. Melanotaenia utcheensis
2406. Melanotaenia vanheurni
2407. Melapedalion breve
2408. Melichthys indicus
2409. Melichthys niger
2410. Melichthys vidua
2411. Melodichthys hadrocephalus
2412. Melodichthys paxtoni
2413. Membras analis
2414. Membras argentea
2415. Membras gilberti
2416. Membras martinica
2417. Membras vagrans
2418. Mendosoma lineatum
2419. Mene maculata
2420. Menidia beryllina
2421. Menidia clarkhubbsi
2422. Menidia colei
2423. Menidia conchorum
2424. Menidia extensa
2425. Menidia menidia
2426. Menidia peninsulae
2427. Menticirrhus americanus
2428. Menticirrhus elongatus
2429. Menticirrhus littoralis
2430. Menticirrhus nasus
2431. Menticirrhus ophicephalus
2432. Menticirrhus paitensis
2433. Menticirrhus panamensis
2434. Menticirrhus saxatilis
2435. Menticirrhus undulatus
2436. Mentodus bythios
2437. Mentodus crassus
2438. Mentodus eubranchus
2439. Mentodus facilis
2440. Mentodus longirostris
2441. Mentodus mesalirus
2442. Mentodus perforatus
2443. Mentodus rostratus
2444. Menziesichthys bacescui
2445. Mephisto fraserbrunneri
2446. Merlangius merlangus
2447. Merluccius albidus
2448. Merluccius angustimanus
2449. Merluccius australis
2450. Merluccius bilinearis
2451. Merluccius capensis
2452. Merluccius gayi gayi
2453. Merluccius gayi peruanus
2454. Merluccius hernandezi
2455. Merluccius hubbsi
2456. Merluccius merluccius
2457. Merluccius paradoxus
2458. Merluccius patagonicus
2459. Merluccius polli
2460. Merluccius productus
2461. Merluccius senegalensis
2462. Merluccius tasmanicus
2463. Merodoras nheco
2464. Merogymnoides carpentariae
2465. Mesobius antipodum
2466. Mesobius berryi
2467. Mesobola brevianalis
2468. Mesobola spinifer
2469. Mesoborus crocodilus
2470. Mesocottus haitej
2471. Mesogobio lachneri
2472. Mesogobio tumenensis
2473. Mesogobius batrachocephalus
2474. Mesogobius nigronotatus
2475. Mesogobius nonultimus
2476. Mesonauta acora
2477. Mesonauta egregius
2478. Mesonauta festivus
2479. Mesonauta guyanae
2480. Mesonauta insignis
2481. Mesonauta mirificus
2482. Mesonoemacheilus guentheri
2483. Mesonoemacheilus herrei
2484. Mesonoemacheilus pambarensis
2485. Mesonoemacheilus pulchellus
2486. Mesonoemacheilus remadevii
2487. Mesonoemacheilus triangularis
2488. Mesopotamichthys sharpeyi
2489. Mesopristes argenteus
2490. Mesopristes cancellatus
2491. Mesopristes elongatus
2492. Mesopristes iravi
2493. Mesopristes kneri
2494. Messinobarbus carottae
2495. Metahomaloptera longicauda
2496. Metahomaloptera omeiensis
2497. Metaloricaria nijsseni
2498. Metaloricaria paucidens
2499. Metavelifer multiradiatus
2500. Metelectrona ahlstromi
2501. Metelectrona herwigi
2502. Metelectrona ventralis
2503. Meteoria erythrops
2504. Metynnis altidorsalis
2505. Metynnis argenteus
2506. Metynnis fasciatus
2507. Metynnis guaporensis
2508. Metynnis hypsauchen
2509. Metynnis lippincottianus
2510. Metynnis luna
2511. Metynnis maculatus
2512. Metynnis mola
2513. Metynnis orinocensis
2514. Metynnis otuquensis
2515. Metzia lineata
2516. Meuschenia australis
2517. Meuschenia flavolineata
2518. Meuschenia freycineti
2519. Meuschenia galii
2520. Meuschenia hippocrepis
2521. Meuschenia scaber
2522. Meuschenia trachylepis
2523. Meuschenia venusta
2524. Micralestes acutidens
2525. Micralestes ambiguus
2526. Micralestes argyrotaenia
2527. Micralestes comoensis
2528. Micralestes congicus
2529. Micralestes eburneensis
2530. Micralestes elongatus
2531. Micralestes fodori
2532. Micralestes holargyreus
2533. Micralestes humilis
2534. Micralestes lualabae
2535. Micralestes occidentalis
2536. Micralestes pabrensis
2537. Micralestes sardina
2538. Micralestes schelly
2539. Micralestes stormsi
2540. Micralestes vittatus
2541. Micrenophrys lilljeborgii
2542. Microbrotula bentleyi
2543. Microbrotula greenfieldi
2544. Microbrotula polyactis
2545. Microbrotula punicea
2546. Microbrotula queenslandica
2547. Microbrotula randalli
2548. Microbrotula rubra
2549. Microcambeva barbata
2550. Microcambeva ribeirae
2551. Microcanthus strigatus
2552. Microcharacidium eleotrioides
2553. Microcharacidium geryi
2554. Microcharacidium gnomus
2555. Microcharacidium weitzmani
2556. Microchirus azevia
2557. Microchirus boscanion
2558. Microchirus frechkopi
2559. Microchirus ocellatus
2560. Microchirus theophila
2561. Microchirus variegatus
2562. Microchirus wittei
2563. Microchromis zebroides
2564. Microcottus matuaensis
2565. Microcottus sellaris
2566. Microctenopoma ansorgii
2567. Microctenopoma congicum
2568. Microctenopoma damasi
2569. Microctenopoma fasciolatum
2570. Microctenopoma intermedium
2571. Microctenopoma lineatum
2572. Microctenopoma milleri
2573. Microctenopoma nanum
2574. Microctenopoma nigricans
2575. Microctenopoma ocellifer
2576. Microctenopoma pekkolai
2577. Microctenopoma uelense
2578. Microdesmus aethiopicus
2579. Microdesmus affinis
2580. Microdesmus africanus
2581. Microdesmus bahianus
2582. Microdesmus carri
2583. Microdesmus dipus
2584. Microdesmus dorsipunctatus
2585. Microdesmus lanceolatus
2586. Microdesmus longipinnis
2587. Microdesmus luscus
2588. Microdesmus retropinnis
2589. Microdesmus suttkusi
2590. Microgadus proximus
2591. Microgadus tomcod
2592. Microgenys lativirgata
2593. Microgenys minuta
2594. Microgenys weyrauchi
2595. Microglanis ater
2596. Microglanis cibelae
2597. Microglanis cottoides
2598. Microglanis eurystoma
2599. Microglanis garavelloi
2600. Microglanis iheringi
2601. Microglanis leptostriatus
2602. Microglanis malabarbai
2603. Microglanis nigripinnis
2604. Microglanis parahybae
2605. Microglanis pataxo
2606. Microglanis pellopterygius
2607. Microglanis poecilus
2608. Microglanis secundus
2609. Microglanis variegatus
2610. Microglanis zonatus
2611. Micrognathus andersonii
2612. Micrognathus brevirostris brevirostris
2613. Micrognathus brevirostris pygmaeus
2614. Micrognathus crinitus
2615. Micrognathus erugatus
2616. Micrognathus micronotopterus
2617. Micrognathus natans
2618. Microgobius brevispinis
2619. Microgobius carri
2620. Microgobius crocatus
2621. Microgobius curtus
2622. Microgobius cyclolepis
2623. Microgobius emblematicus
2624. Microgobius erectus
2625. Microgobius gulosus
2626. Microgobius meeki
2627. Microgobius microlepis
2628. Microgobius miraflorensis
2629. Microgobius signatus
2630. Microgobius tabogensis
2631. Microgobius thalassinus
2632. Microichthys coccoi
2633. Microichthys sanzoi
2634. Microlepidogaster bourguyi
2635. Microlepidogaster perforatus
2636. Microlepidotus brevipinnis
2637. Microlepidotus inornatus
2638. Microlophichthys microlophus
2639. Micromesistius australis
2640. Micromesistius poutassou
2641. Micrometrus aurora
2642. Micrometrus minimus
2643. Micromischodus sugillatus
2644. Micromoema xiphophora
2645. Micromyzon akamai
2646. Micronema hexapterus
2647. Micronema platypogon
2648. Micronemacheilus zispi
2649. Micropanchax johnstoni
2650. Micropanchax loati
2651. Micropanchax macrophthalmus
2652. Micropanchax pelagicus
2653. Micropanchax scheeli
2654. Micropercops borealis
2655. Micropercops cinctus
2656. Micropercops dabryi
2657. Micropercops swinhonis
2658. Microphilypnus amazonicus
2659. Microphilypnus macrostoma
2660. Microphilypnus ternetzi
2661. Microphis argulus
2662. Microphis brachyurus aculeatus
2663. Microphis brachyurus brachyurus
2664. Microphis brachyurus lineatus
2665. Microphis brachyurus millepunctatus
2666. Microphis brevidorsalis
2667. Microphis caudocarinatus
2668. Microphis cruentus
2669. Microphis cuncalus
2670. Microphis deocata
2671. Microphis dunckeri
2672. Microphis fluviatilis
2673. Microphis insularis
2674. Microphis jagorii
2675. Microphis leiaspis
2676. Microphis manadensis
2677. Microphis mento
2678. Microphis ocellatus
2679. Microphis pleurostictus
2680. Microphis retzii
2681. Microphis spinachioides
2682. Microphotolepis multipunctata
2683. Microphotolepis schmidti
2684. Microphysogobio alticorpus
2685. Microphysogobio amurensis
2686. Microphysogobio anudarini
2687. Microphysogobio brevirostris
2688. Microphysogobio elongatus
2689. Microphysogobio fukiensis
2690. Microphysogobio jeoni
2691. Microphysogobio kachekensis
2692. Microphysogobio kiatingensis
2693. Microphysogobio koreensis
2694. Microphysogobio labeoides
2695. Microphysogobio linghensis
2696. Microphysogobio longidorsalis
2697. Microphysogobio microstomus
2698. Microphysogobio pseudoelongatus
2699. Microphysogobio rapidus
2700. Microphysogobio tafangensis
2701. Microphysogobio tungtingensis
2702. Microphysogobio vietnamica
2703. Microphysogobio yaluensis
2704. Microphysogobio yunnanensis
2705. Micropoecilia bifurca
2706. Micropoecilia branneri
2707. Micropoecilia minima
2708. Micropoecilia parae
2709. Micropoecilia picta
2710. Micropogonias altipinnis
2711. Micropogonias ectenes
2712. Micropogonias fasciatus
2713. Micropogonias furnieri
2714. Micropogonias manni
2715. Micropogonias megalops
2716. Micropogonias undulatus
2717. Micropterus cataractae
2718. Micropterus coosae
2719. Micropterus dolomieu
2720. Micropterus floridanus
2721. Micropterus notius
2722. Micropterus punctulatus
2723. Micropterus salmoides
2724. Micropterus treculii
2725. Microrasbora erythromicron
2726. Microrasbora gatesi
2727. Microrasbora kubotai
2728. Microrasbora microphthalma
2729. Microrasbora nana
2730. Microrasbora rubescens
2731. Microschemobrycon callops
2732. Microschemobrycon casiquiare
2733. Microschemobrycon elongatus
2734. Microschemobrycon geisleri
2735. Microschemobrycon guaporensis
2736. Microschemobrycon melanotus
2737. Microschemobrycon meyburgi
2738. Microspathodon bairdii
2739. Microspathodon chrysurus
2740. Microspathodon dorsalis
2741. Microspathodon frontatus
2742. Microsternarchus bilineatus
2743. Microstoma microstoma
2744. Microstomatichthyoborus bashforddeani
2745. Microstomatichthyoborus katangae
2746. Microstomus achne
2747. Microstomus kitt
2748. Microstomus pacificus
2749. Microstomus shuntovi
2750. Microsynodontis armata
2751. Microsynodontis batesii
2752. Microsynodontis emarginata
2753. Microsynodontis hirsuta
2754. Microsynodontis laevigata
2755. Microsynodontis lamberti
2756. Microsynodontis nannoculus
2757. Microsynodontis nasuta
2758. Microsynodontis notata
2759. Microsynodontis polli
2760. Microsynodontis vigilis
2761. Microthrissa congica
2762. Microthrissa minuta
2763. Microthrissa moeruensis
2764. Microthrissa royauxi
2765. Microthrissa whiteheadi
2766. Miichthys miiuy
2767. Mikrogeophagus altispinosus
2768. Mikrogeophagus ramirezi
2769. Millerichthys robustus
2770. Millerigobius macrocephalus
2771. Milyeringa veritas
2772. Mimagoniates barberi
2773. Mimagoniates inequalis
2774. Mimagoniates lateralis
2775. Mimagoniates microlepis
2776. Mimagoniates rheocharis
2777. Mimagoniates sylvicola
2778. Mimoblennius atrocinctus
2779. Mimoblennius cas
2780. Mimoblennius cirrosus
2781. Mimoblennius lineathorax
2782. Mimoblennius rusi
2783. Minilabrus striatus
2784. Minous andriashevi
2785. Minous coccineus
2786. Minous dempsterae
2787. Minous inermis
2788. Minous longimanus
2789. Minous monodactylus
2790. Minous pictus
2791. Minous pusillus
2792. Minous quincarinatus
2793. Minous trachycephalus
2794. Minous usachevi
2795. Minous versicolor
2796. Minyclupeoides dentibranchialus
2797. Minyichthys brachyrhinus
2798. Minyichthys inusitatus
2799. Minyichthys myersi
2800. Minyichthys sentus
2801. Minysicya caudimaculata
2802. Minysynchiropus kiyoae
2803. Minytrema melanops
2804. Mionorus bombonensis
2805. Miracorvina angolensis
2806. Mirapinna esau
2807. Mirognathus normani
2808. Mirorictus taningi
2809. Miroscyllium sheikoi
2810. Misgurnus anguillicaudatus
2811. Misgurnus buphoensis
2812. Misgurnus fossilis
2813. Misgurnus mizolepis
2814. Misgurnus mohoity
2815. Misgurnus nikolskyi
2816. Misgurnus tonkinensis
2817. Mistichthys luzonensis
2818. Mitotichthys meraculus
2819. Mitotichthys mollisoni
2820. Mitotichthys semistriatus
2821. Mitotichthys tuckeri
2822. Mitsukurina owstoni
2823. Miuroglanis platycephalus
2824. Mixobrycon ribeiroi
2825. Mixomyrophis pusillipinna
2826. Moapa coriacea
2827. Mobula eregoodootenkee
2828. Mobula hypostoma
2829. Mobula japanica
2830. Mobula kuhlii
2831. Mobula mobular
2832. Mobula munkiana
2833. Mobula rochebrunei
2834. Mobula tarapacana
2835. Mobula thurstoni
2836. Mochokiella paynei
2837. Mochokus brevis
2838. Mochokus niloticus
2839. Modicus minimus
2840. Modicus tangaroa
2841. Moema apurinan
2842. Moema hellneri
2843. Moema heterostigma
2844. Moema nudifrontata
2845. Moema ortegai
2846. Moema pepotei
2847. Moema piriana
2848. Moema portugali
2849. Moema staecki
2850. Moenkhausia affinis
2851. Moenkhausia agnesae
2852. Moenkhausia atahualpiana
2853. Moenkhausia barbouri
2854. Moenkhausia bonita
2855. Moenkhausia browni
2856. Moenkhausia ceros
2857. Moenkhausia chrysargyrea
2858. Moenkhausia collettii
2859. Moenkhausia comma
2860. Moenkhausia copei
2861. Moenkhausia cosmops
2862. Moenkhausia costae
2863. Moenkhausia cotinho
2864. Moenkhausia crisnejas
2865. Moenkhausia diamantina
2866. Moenkhausia dichroura
2867. Moenkhausia diktyota
2868. Moenkhausia doceana
2869. Moenkhausia dorsinuda
2870. Moenkhausia eigenmanni
2871. Moenkhausia georgiae
2872. Moenkhausia gracilima
2873. Moenkhausia grandisquamis
2874. Moenkhausia hasemani
2875. Moenkhausia heikoi
2876. Moenkhausia hemigrammoides
2877. Moenkhausia hysterosticta
2878. Moenkhausia inrai
2879. Moenkhausia intermedia
2880. Moenkhausia jamesi
2881. Moenkhausia justae
2882. Moenkhausia lata
2883. Moenkhausia latissima
2884. Moenkhausia lepidura
2885. Moenkhausia levidorsa
2886. Moenkhausia lopesi
2887. Moenkhausia loweae
2888. Moenkhausia margitae
2889. Moenkhausia megalops
2890. Moenkhausia melogramma
2891. Moenkhausia metae
2892. Moenkhausia miangi
2893. Moenkhausia moisae
2894. Moenkhausia naponis
2895. Moenkhausia newtoni
2896. Moenkhausia nigromarginata
2897. Moenkhausia oligolepis
2898. Moenkhausia orteguasae
2899. Moenkhausia ovalis
2900. Moenkhausia pankilopteryx
2901. Moenkhausia petymbuaba
2902. Moenkhausia phaeonota
2903. Moenkhausia pirauba
2904. Moenkhausia pittieri
2905. Moenkhausia pyrophthalma
2906. Moenkhausia rara
2907. Moenkhausia robertsi
2908. Moenkhausia sanctaefilomenae
2909. Moenkhausia shideleri
2910. Moenkhausia simulata
2911. Moenkhausia surinamensis
2912. Moenkhausia takasei
2913. Moenkhausia tergimacula
2914. Moenkhausia tridentata
2915. Moenkhausia xinguensis
2916. Mogurnda adspersa
2917. Mogurnda aiwasoensis
2918. Mogurnda aurifodinae
2919. Mogurnda cingulata
2920. Mogurnda clivicola
2921. Mogurnda furva
2922. Mogurnda kaifayama
2923. Mogurnda kutubuensis
2924. Mogurnda larapintae
2925. Mogurnda lineata
2926. Mogurnda maccuneae
2927. Mogurnda magna
2928. Mogurnda malsmithi
2929. Mogurnda mbuta
2930. Mogurnda mogurnda
2931. Mogurnda mosa
2932. Mogurnda oligolepis
2933. Mogurnda orientalis
2934. Mogurnda pardalis
2935. Mogurnda pulchra
2936. Mogurnda spilota
2937. Mogurnda thermophila
2938. Mogurnda variegata
2939. Mogurnda vitta
2940. Mogurnda wapoga
2941. Mola mola
2942. Mola ramsayi
2943. Mollisquama parini
2944. Molva dypterygia
2945. Molva macrophthalma
2946. Molva molva
2947. Monacanthus chinensis
2948. Monacanthus ciliatus
2949. Monacanthus tuckeri
2950. Monhoplichthys prosemion
2951. Monocentris japonica
2952. Monocentris neozelanicus
2953. Monocentris reedi
2954. Monochirus hispidus
2955. Monochirus trichodactylus
2956. Monocirrhus polyacanthus
2957. Monodactylus argenteus
2958. Monodactylus falciformis
2959. Monodactylus kottelati
2960. Monodactylus sebae
2961. Monognathus ahlstromi
2962. Monognathus berteli
2963. Monognathus bertini
2964. Monognathus boehlkei
2965. Monognathus bruuni
2966. Monognathus herringi
2967. Monognathus isaacsi
2968. Monognathus jesperseni
2969. Monognathus jesse
2970. Monognathus nigeli
2971. Monognathus ozawai
2972. Monognathus rajui
2973. Monognathus rosenblatti
2974. Monognathus smithi
2975. Monognathus taningi
2976. Monolene antillarum
2977. Monolene asaedai
2978. Monolene atrimana
2979. Monolene danae
2980. Monolene dubiosa
2981. Monolene helenensis
2982. Monolene maculipinna
2983. Monolene megalepis
2984. Monolene mertensi
2985. Monolene microstoma
2986. Monolene sessilicauda
2987. Monomitopus agassizii
2988. Monomitopus americanus
2989. Monomitopus conjugator
2990. Monomitopus garmani
2991. Monomitopus kumae
2992. Monomitopus longiceps
2993. Monomitopus magnus
2994. Monomitopus malispinosus
2995. Monomitopus metriostoma
2996. Monomitopus microlepis
2997. Monomitopus nigripinnis
2998. Monomitopus pallidus
2999. Monomitopus torvus
3000. Monomitopus vitiazi
3001. Monopenchelys acuta
3002. Monopterus albus
3003. Monopterus boueti
3004. Monopterus cuchia
3005. Monopterus desilvai
3006. Monopterus digressus
3007. Monopterus eapeni
3008. Monopterus fossorius
3009. Monopterus hodgarti
3010. Monopterus indicus
3011. Monopterus roseni
3012. Monotaxis grandoculis
3013. Monothrix polylepis
3014. Monotocheirodon pearsoni
3015. Monotretus turgidus
3016. Moolgarda pedaraki
3017. Moolgarda perusii
3018. Mora moro
3019. Mordacia lapicida
3020. Mordacia mordax
3021. Mordacia praecox
3022. Moringua abbreviata
3023. Moringua arundinacea
3024. Moringua bicolor
3025. Moringua edwardsi
3026. Moringua ferruginea
3027. Moringua javanica
3028. Moringua macrocephalus
3029. Moringua macrochir
3030. Moringua microchir
3031. Moringua penni
3032. Moringua raitaborua
3033. Mormyrops anguilloides
3034. Mormyrops attenuatus
3035. Mormyrops batesianus
3036. Mormyrops breviceps
3037. Mormyrops caballus
3038. Mormyrops citernii
3039. Mormyrops curtus
3040. Mormyrops curviceps
3041. Mormyrops engystoma
3042. Mormyrops furcidens
3043. Mormyrops intermedius
3044. Mormyrops lineolatus
3045. Mormyrops mariae
3046. Mormyrops masuianus
3047. Mormyrops microstoma
3048. Mormyrops nigricans
3049. Mormyrops oudoti
3050. Mormyrops parvus
3051. Mormyrops sirenoides
3052. Mormyrus bernhardi
3053. Mormyrus caballus asinus
3054. Mormyrus caballus bumbanus
3055. Mormyrus caballus caballus
3056. Mormyrus caballus lualabae
3057. Mormyrus casalis
3058. Mormyrus caschive
3059. Mormyrus cyaneus
3060. Mormyrus felixi
3061. Mormyrus goheeni
3062. Mormyrus hasselquistii
3063. Mormyrus hildebrandti
3064. Mormyrus iriodes
3065. Mormyrus kannume
3066. Mormyrus lacerda
3067. Mormyrus longirostris
3068. Mormyrus macrocephalus
3069. Mormyrus macrophthalmus
3070. Mormyrus niloticus
3071. Mormyrus ovis
3072. Mormyrus rume proboscirostris
3073. Mormyrus rume rume
3074. Mormyrus subundulatus
3075. Mormyrus tapirus
3076. Mormyrus tenuirostris
3077. Mormyrus thomasi
3078. Moroco jouyi
3079. Moroco steindachneri
3080. Morone americana
3081. Morone chrysops
3082. Morone mississippiensis
3083. Morone saxatilis
3084. Moxostoma albidum
3085. Moxostoma anisurum
3086. Moxostoma ariommum
3087. Moxostoma austrinum
3088. Moxostoma breviceps
3089. Moxostoma carinatum
3090. Moxostoma cervinum
3091. Moxostoma collapsum
3092. Moxostoma congestum
3093. Moxostoma duquesnii
3094. Moxostoma erythrurum
3095. Moxostoma hubbsi
3096. Moxostoma lacerum
3097. Moxostoma lachneri
3098. Moxostoma macrolepidotum
3099. Moxostoma mascotae
3100. Moxostoma pappillosum
3101. Moxostoma pisolabrum
3102. Moxostoma poecilurum
3103. Moxostoma robustum
3104. Moxostoma rupiscartes
3105. Moxostoma valenciennesi
3106. Mugil bananensis
3107. Mugil broussonnetii
3108. Mugil capurrii
3109. Mugil cephalus
3110. Mugil curema
3111. Mugil curvidens
3112. Mugil gaimardianus
3113. Mugil galapagensis
3114. Mugil gyrans
3115. Mugil hospes
3116. Mugil incilis
3117. Mugil liza
3118. Mugil platanus
3119. Mugil rammelsbergii
3120. Mugil rubrioculus
3121. Mugil setosus
3122. Mugil soiuy
3123. Mugil trichodon
3124. Mugilogobius abei
3125. Mugilogobius adeia
3126. Mugilogobius amadi
3127. Mugilogobius cagayanensis
3128. Mugilogobius cavifrons
3129. Mugilogobius chulae
3130. Mugilogobius duospilus
3131. Mugilogobius durbanensis
3132. Mugilogobius fasciatus
3133. Mugilogobius filifer
3134. Mugilogobius fontinalis
3135. Mugilogobius fusca
3136. Mugilogobius fusculus
3137. Mugilogobius inhacae
3138. Mugilogobius karatunensis
3139. Mugilogobius latifrons
3140. Mugilogobius lepidotus
3141. Mugilogobius littoralis
3142. Mugilogobius mertoni
3143. Mugilogobius myxodermus
3144. Mugilogobius notospilus
3145. Mugilogobius paludis
3146. Mugilogobius parvus
3147. Mugilogobius platynotus
3148. Mugilogobius platystomus
3149. Mugilogobius rambaiae
3150. Mugilogobius rexi
3151. Mugilogobius rivulus
3152. Mugilogobius sarasinorum
3153. Mugilogobius stigmaticus
3154. Mugilogobius tagala
3155. Mugilogobius tigrinus
3156. Mugilogobius wilsoni
3157. Mugilogobius zebra
3158. Mulloidichthys dentatus
3159. Mulloidichthys flavolineatus
3160. Mulloidichthys martinicus
3161. Mulloidichthys mimicus
3162. Mulloidichthys pfluegeri
3163. Mulloidichthys vanicolensis
3164. Mullus argentinae
3165. Mullus auratus
3166. Mullus barbatus barbatus
3167. Mullus barbatus ponticus
3168. Mullus surmuletus
3169. Muraena appendiculata
3170. Muraena argus
3171. Muraena augusti
3172. Muraena australiae
3173. Muraena clepsydra
3174. Muraena helena
3175. Muraena insularum
3176. Muraena lentiginosa
3177. Muraena melanotis
3178. Muraena pavonina
3179. Muraena retifera
3180. Muraena robusta
3181. Muraenesox bagio
3182. Muraenesox cinereus
3183. Muraenichthys elerae
3184. Muraenichthys gymnopterus
3185. Muraenichthys iredalei
3186. Muraenichthys macrostomus
3187. Muraenichthys philippinensis
3188. Muraenichthys schultzei
3189. Muraenichthys sibogae
3190. Muraenichthys thompsoni
3191. Muraenoclinus dorsalis
3192. Muraenolepis andriashevi
3193. Muraenolepis kuderskii
3194. Muraenolepis marmoratus
3195. Muraenolepis microcephalus
3196. Muraenolepis microps
3197. Muraenolepis orangiensis
3198. Muraenolepis pacifica
3199. Muraenolepis trunovi
3200. Mustelus albipinnis
3201. Mustelus antarcticus
3202. Mustelus asterias
3203. Mustelus californicus
3204. Mustelus canis
3205. Mustelus dorsalis
3206. Mustelus fasciatus
3207. Mustelus griseus
3208. Mustelus henlei
3209. Mustelus higmani
3210. Mustelus lenticulatus
3211. Mustelus lunulatus
3212. Mustelus manazo
3213. Mustelus mento
3214. Mustelus minicanis
3215. Mustelus mosis
3216. Mustelus mustelus
3217. Mustelus norrisi
3218. Mustelus palumbes
3219. Mustelus punctulatus
3220. Mustelus ravidus
3221. Mustelus schmitti
3222. Mustelus sinusmexicanus
3223. Mustelus stevensi
3224. Mustelus walkeri
3225. Mustelus whitneyi
3226. Mustelus widodoi
3227. Myaka myaka
3228. Mycteroperca acutirostris
3229. Mycteroperca bonaci
3230. Mycteroperca cidi
3231. Mycteroperca fusca
3232. Mycteroperca interstitialis
3233. Mycteroperca jordani
3234. Mycteroperca microlepis
3235. Mycteroperca olfax
3236. Mycteroperca phenax
3237. Mycteroperca prionura
3238. Mycteroperca rosacea
3239. Mycteroperca rubra
3240. Mycteroperca tigris
3241. Mycteroperca venenosa
3242. Mycteroperca xenarcha
3243. Myctophum affine
3244. Myctophum asperum
3245. Myctophum aurolaternatum
3246. Myctophum brachygnathum
3247. Myctophum fissunovi
3248. Myctophum indicum
3249. Myctophum lunatum
3250. Myctophum lychnobium
3251. Myctophum nitidulum
3252. Myctophum obtusirostre
3253. Myctophum orientale
3254. Myctophum ovcharovi
3255. Myctophum phengodes
3256. Myctophum punctatum
3257. Myctophum selenops
3258. Myctophum spinosum
3259. Myersglanis blythii
3260. Myersglanis jayarami
3261. Myersina adonis
3262. Myersina crocatus
3263. Myersina filifer
3264. Myersina lachneri
3265. Myersina larsonae
3266. Myersina macrostoma
3267. Myersina nigrivirgata
3268. Myersina papuanus
3269. Myersina pretoriusi
3270. Myersina yangii
3271. Mylesinus paraschomburgkii
3272. Mylesinus paucisquamatus
3273. Mylesinus schomburgkii
3274. Myletes schomburgkii
3275. Myleus altipinnis
3276. Myleus arnoldi
3277. Myleus asterias
3278. Myleus knerii
3279. Myleus latus
3280. Myleus levis
3281. Myleus lobatus
3282. Myleus micans
3283. Myleus pacu
3284. Myleus rhomboidalis
3285. Myleus schomburgkii
3286. Myleus setiger
3287. Myleus ternetzi
3288. Myleus tiete
3289. Myleus torquatus
3290. Myliobatis aquila
3291. Myliobatis australis
3292. Myliobatis californica
3293. Myliobatis chilensis
3294. Myliobatis freminvillii
3295. Myliobatis goodei
3296. Myliobatis hamlyni
3297. Myliobatis longirostris
3298. Myliobatis peruvianus
3299. Myliobatis tenuicaudatus
3300. Myliobatis tobijei
3301. Mylocheilus caurinus
3302. Mylochromis chekopae
3303. Mylochromis ensatus
3304. Mylochromis gracilis
3305. Mylochromis melanonotus
3306. Mylochromis spilostichus
3307. Mylopharodon conocephalus
3308. Mylopharyngodon piceus
3309. Myloplus planquettei
3310. Myloplus rubripinnis
3311. Mylossoma acanthogaster
3312. Mylossoma aureum
3313. Mylossoma duriventre
3314. Myoglanis aspredinoides
3315. Myoglanis koepckei
3316. Myoglanis potaroensis
3317. Myomyrus macrodon
3318. Myomyrus macrops
3319. Myomyrus pharao
3320. Myoxocephalus aenaeus
3321. Myoxocephalus brandtii
3322. Myoxocephalus incitus
3323. Myoxocephalus jaok
3324. Myoxocephalus matsubarai
3325. Myoxocephalus niger
3326. Myoxocephalus ochotensis
3327. Myoxocephalus octodecemspinosus
3328. Myoxocephalus polyacanthocephalus
3329. Myoxocephalus scorpioides
3330. Myoxocephalus scorpius
3331. Myoxocephalus sinensis
3332. Myoxocephalus stelleri
3333. Myoxocephalus thompsonii
3334. Myoxocephalus tuberculatus
3335. Myoxocephalus verrucosus
3336. Myoxocephalus yesoensis
3337. Myrichthys aspetocheiros
3338. Myrichthys bleekeri
3339. Myrichthys breviceps
3340. Myrichthys colubrinus
3341. Myrichthys maculosus
3342. Myrichthys magnificus
3343. Myrichthys ocellatus
3344. Myrichthys pantostigmius
3345. Myrichthys pardalis
3346. Myrichthys tigrinus
3347. Myrichthys xysturus
3348. Myripristis adusta
3349. Myripristis amaena
3350. Myripristis astakhovi
3351. Myripristis aulacodes
3352. Myripristis berndti
3353. Myripristis botche
3354. Myripristis chryseres
3355. Myripristis clarionensis
3356. Myripristis earlei
3357. Myripristis formosa
3358. Myripristis gildi
3359. Myripristis greenfieldi
3360. Myripristis hexagona
3361. Myripristis jacobus
3362. Myripristis kochiensis
3363. Myripristis kuntee
3364. Myripristis leiognathus
3365. Myripristis murdjan
3366. Myripristis pralinia
3367. Myripristis randalli
3368. Myripristis robusta
3369. Myripristis seychellensis
3370. Myripristis tiki
3371. Myripristis trachyacron
3372. Myripristis violacea
3373. Myripristis vittata
3374. Myripristis woodsi
3375. Myripristis xanthacra
3376. Myroconger compressus
3377. Myroconger gracilis
3378. Myroconger nigrodentatus
3379. Myroconger prolixus
3380. Myroconger seychellensis
3381. Myrophis anterodorsalis
3382. Myrophis cheni
3383. Myrophis lepturus
3384. Myrophis microchir
3385. Myrophis platyrhynchus
3386. Myrophis plumbeus
3387. Myrophis punctatus
3388. Myrophis vafer
3389. Mystacoleucus argenteus
3390. Mystacoleucus atridorsalis
3391. Mystacoleucus chilopterus
3392. Mystacoleucus ectypus
3393. Mystacoleucus greenwayi
3394. Mystacoleucus lepturus
3395. Mystacoleucus marginatus
3396. Mystacoleucus padangensis
3397. Mystriophis crosnieri
3398. Mystriophis rostellatus
3399. Mystus abbreviatus
3400. Mystus alasensis
3401. Mystus albolineatus
3402. Mystus armatus
3403. Mystus armiger
3404. Mystus atrifasciatus
3405. Mystus bimaculatus
3406. Mystus bleekeri
3407. Mystus bocourti
3408. Mystus canarensis
3409. Mystus castaneus
3410. Mystus cavasius
3411. Mystus chinensis
3412. Mystus elongatus
3413. Mystus falcarius
3414. Mystus gulio
3415. Mystus horai
3416. Mystus impluviatus
3417. Mystus keletius
3418. Mystus leucophasis
3419. Mystus malabaricus
3420. Mystus micracanthus
3421. Mystus montanus
3422. Mystus multiradiatus
3423. Mystus mysticetus
3424. Mystus nigriceps
3425. Mystus oculatus
3426. Mystus pelusius
3427. Mystus pulcher
3428. Mystus punctifer
3429. Mystus rhegma
3430. Mystus rufescens
3431. Mystus seengtee
3432. Mystus singaringan
3433. Mystus tengara
3434. Mystus vittatus
3435. Mystus wolffii
3436. Myxine affinis
3437. Myxine australis
3438. Myxine capensis
3439. Myxine circifrons
3440. Myxine debueni
3441. Myxine dorsum
3442. Myxine fernholmi
3443. Myxine formosana
3444. Myxine garmani
3445. Myxine glutinosa
3446. Myxine hubbsi
3447. Myxine hubbsoides
3448. Myxine ios
3449. Myxine jespersenae
3450. Myxine knappi
3451. Myxine kuoi
3452. Myxine limosa
3453. Myxine mccoskeri
3454. Myxine mcmillanae
3455. Myxine paucidens
3456. Myxine pequenoi
3457. Myxine robinsorum
3458. Myxine sotoi
3459. Myxiops aphos
3460. Myxocyprinus asiaticus
3461. Myxodagnus belone
3462. Myxodagnus macrognathus
3463. Myxodagnus opercularis
3464. Myxodagnus sagitta
3465. Myxodagnus walkeri
3466. Myxodes cristatus
3467. Myxodes ornatus
3468. Myxodes viridis
3469. Myxus capensis
3470. Myxus elongatus
3471. Myxus multidens
3472. Myxus petardi